# Vlastivědné muzeum Dobruška
Vlastivědné muzeum Dobruška (původně Vlastivědné museum pro Dobrušsko a Opočensko) je regionální muzeum v Dobrušce zaměřující se na lokální historii a místopis Podorlicka – jeho severní části podhůří Orlických hor. Objekty vlastivědného muzea spadají (s výjimkou židovského hřbitova) do Městské památkové zóny Dobruška. Z šesti spravovaných budov jsou čtyři kulturními památkami, dalším samostatně stojícím chráněným celkem je právě onen hřbitov. Zřizovatelem muzea je město Dobruška, kterému je podřízena organizační složka Kulturní zařízení města Dobrušky, tzv. Kultura Dobruška. Jedná se o instituci prezentující veřejnosti zdejší dědictví, která zaujímá důležité postavení v rámci okresu Rychnov nad Kněžnou. Muzeum není členem Asociace muzeí a galerií České republiky (AMG).

## Historie
První snahy o sbírkovou činnost probíhaly již ve 20. letech minulého století – místní spolky (zejména Klub českých turistů, Sokol a Městská spořitelna) a jejich počáteční vazba k založení instituce je doložena roku 1924. O rok později již vzniká při místním KČT muzejní odbor. Díky participaci občanů Dobrušky se podařilo nastřádat do roku 1927 na 200 sbírkových předmětů, které i dnes tvoří nejvýznamnější exponáty. Pro oficiální ustanovení muzea a zařizování přípravných prací byla roku 1930 obecním zastupitelstvem jmenována muzejní komise. O vznik vlastivědného muzea se významně zasadil tehdejší poštmistr a starosta Dobrušky Václav Malý, který i stál v čele komise. Patrně díky přímé patronaci starosty města mohlo muzeum již následujícího roku zahájit provoz. Slavnostní otevření muzea proběhlo 19. července 1931 pod názvem Vlastivědné muzeum pro Dobrušsko a Opočensko. V tento den bylo v rámci slavnosti proneseno mnoho proslovů (zejména od mecenášů) a proběhla prohlídka vystavených sbírek. Celebrace se mimo jiné účastnil i slavný dobrušský nakladatel Jan Leichter.
Prvním vedoucím muzea se stal učitel a kulturní pracovník Karel Michl (později známý jako spisovatel). Muzeum bylo spravováno zpravidla místními učiteli a nadšenci a to až do šedesátých let. Jednalo se tak nejprve o Josefa Cvrčka v letech 1937–1964 a Antonína Štěpána v letech 1964–1966.
Poté došlo k transformaci a profesionalizaci muzea – prvním ředitelem se stal PhDr. Ladislav Hladký (1966–1972). Následně vlastivědné muzeum převzala v letech 1972–1979 Marie Bišová, v letech 1979–1985 a 2019–2020 Václav Verner. Vlastivědné muzeum sídlilo až do roku 1980 na Šubertově náměstí čp. 53 (naproti dnešní budově) – původní stavení bylo srovnáno se zemí. Sbírky byly v mezidobí umístěny v prostorách po celém městě, což bylo nežádoucí. Ke stabilizaci došlo až během let 1984–85, kdy se muzeum přemístilo do prostor bývalého rabínského domu na Šubertově náměstí čp. 45, kde sídlí dodnes. Depozitář vybavený moderním mobiliářem našel místo v prostorách bývalé školy, čímž se zlepšila práce se sbírkovým fondem. Moderní proměna muzea proběhla za dobu působení historika Mgr. Jiřího Macha v letech 1986–2017. Krátkou roli ředitele převzal následně Mgr. Vladimír Svatoň (2017–2019).

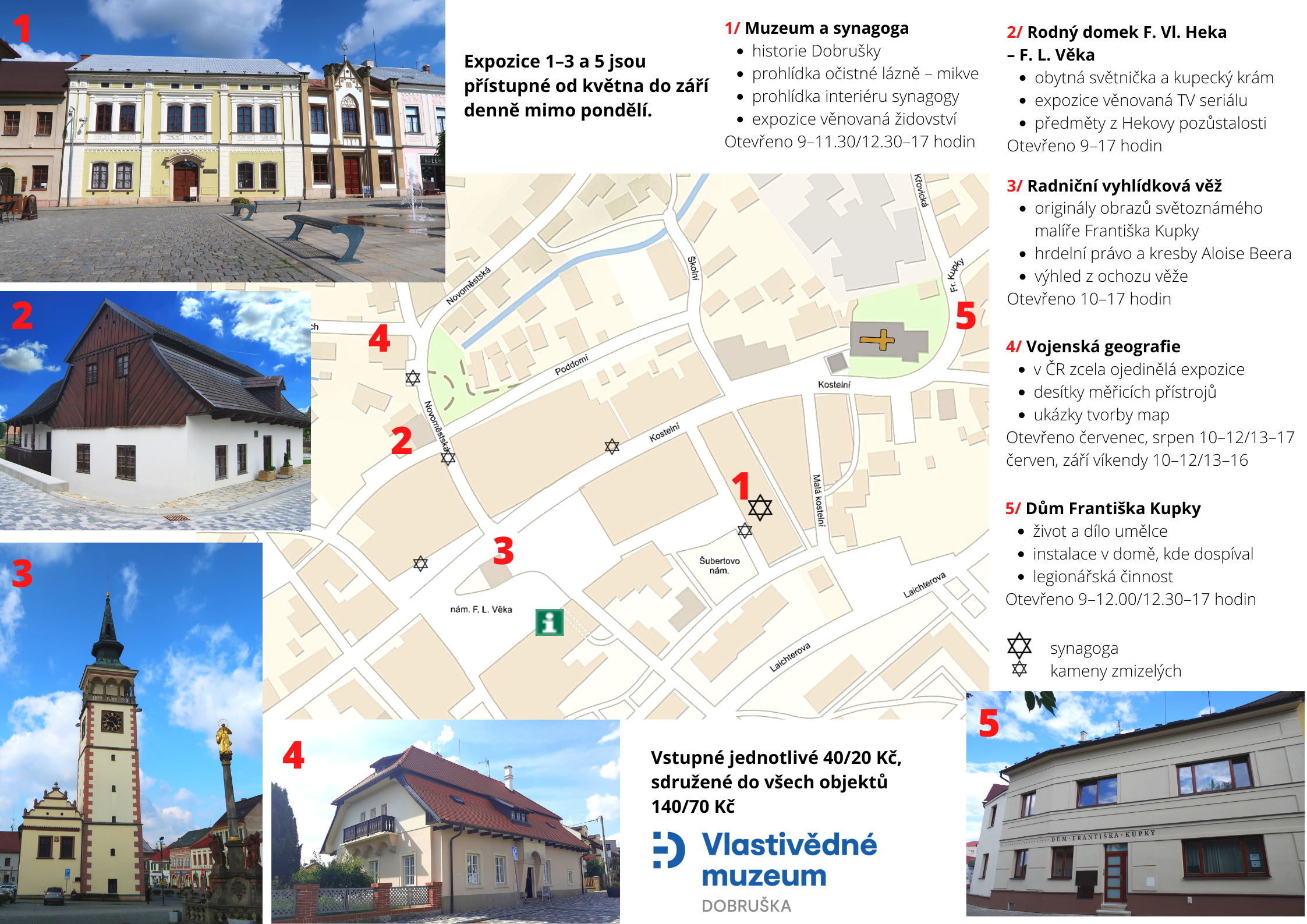
Informační leták k expozicím Vlastivědného muzea Dobruška (2024)

V současné chvíli čítá sbírkový fond muzea přibližně 13 000 položek (stav k roku 2024). Aktuální vedoucí muzea je od roku 2020 Mgr. Pavla Žďárková.

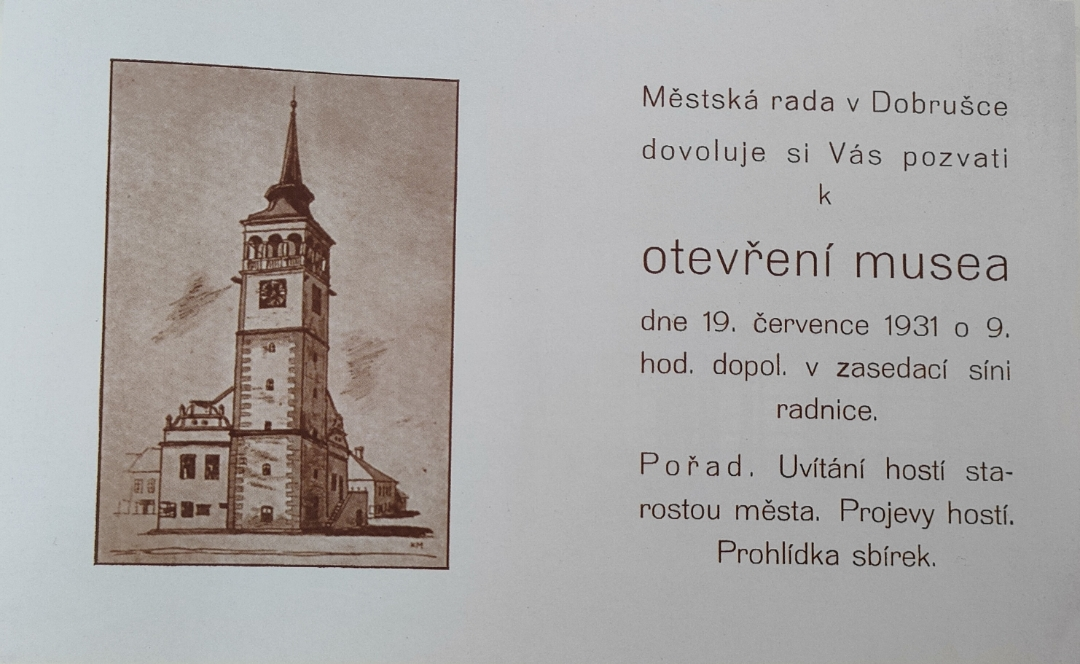
Pozvánka k příležitosti slavnostního otevření muzea v Dobrušce (1931)
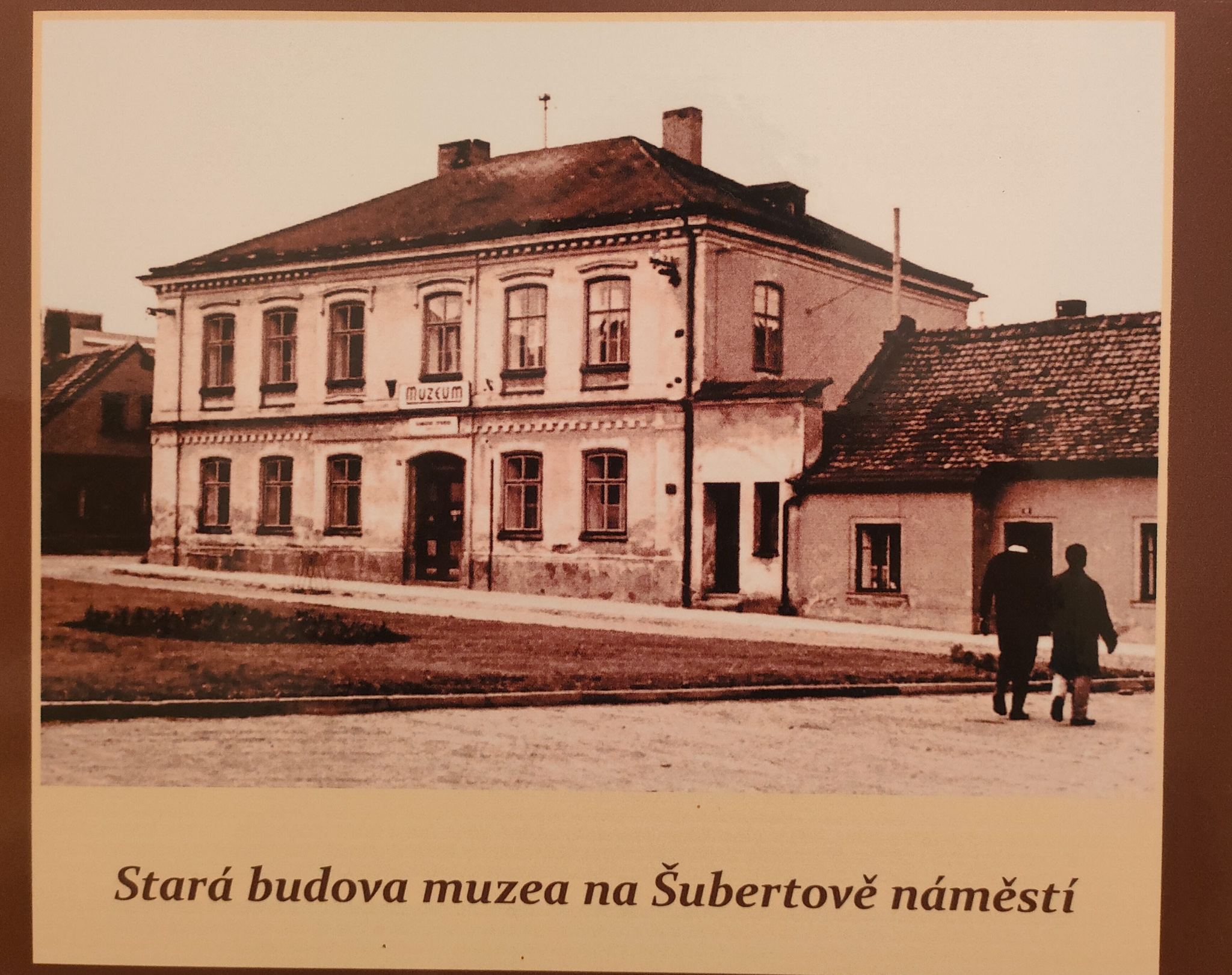
Bývalá muzejní budova na Šubertově náměstí (Vlastivědné muzeum Dobruška)
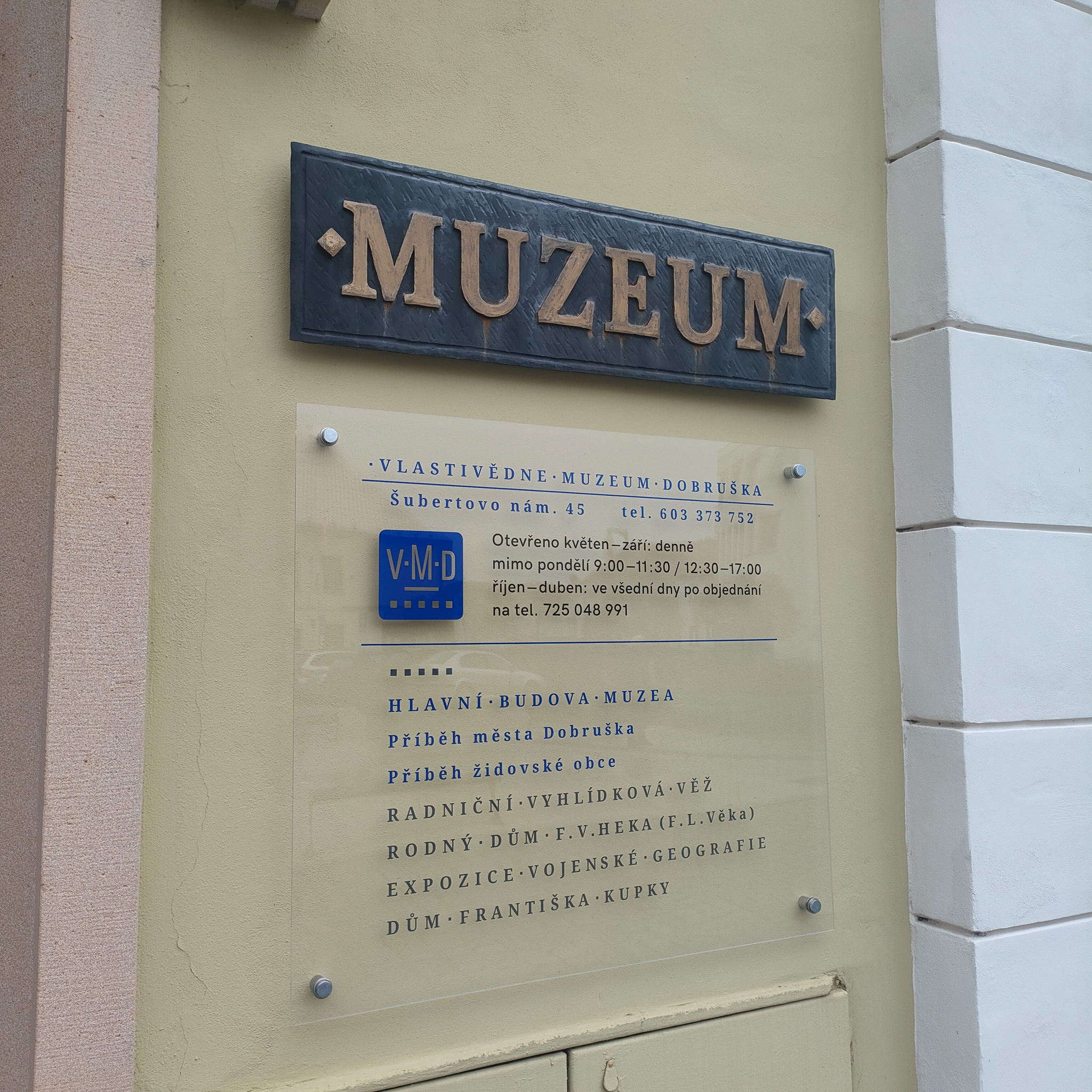
Aktuální informační deska u vstupu do vlastivědného muzea (se starým logem, 2024)

## Objekty vlastivědného muzea

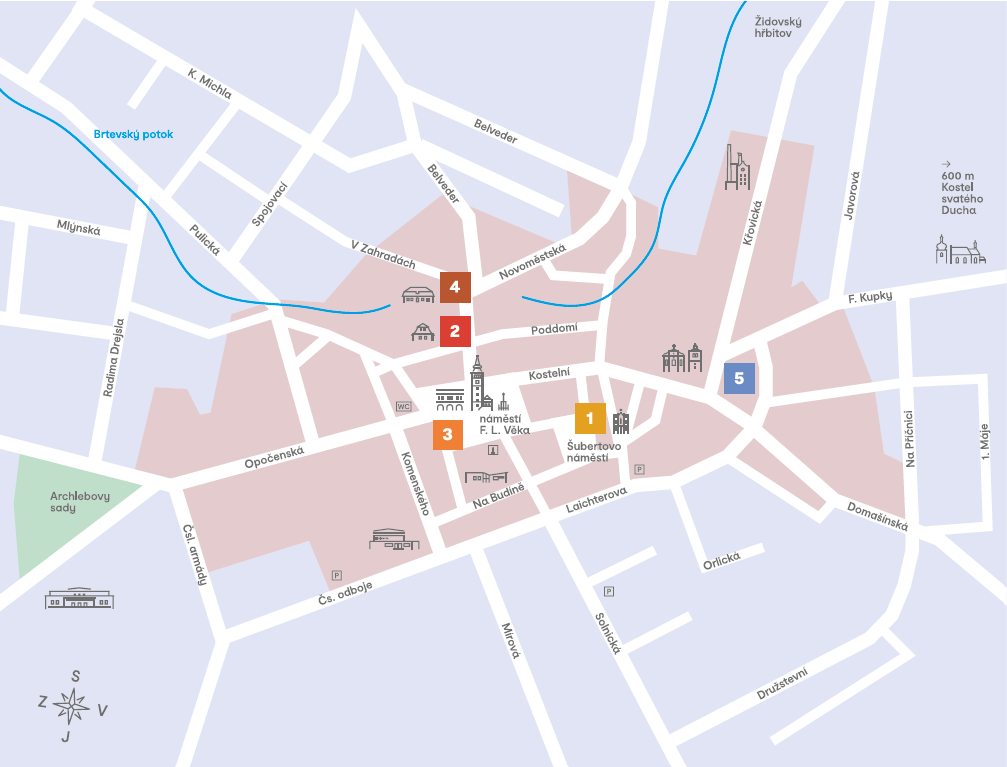
Objekty muzea v rámci Městské památkové zóny Dobruška: 1 – Hlavní budova se synagogou; 2 – Rodný dům F. V. Heka; 3 – Radniční věž; 4 – Vojenská geografie v Rýdlově vile; 5 – Dům Františka Kupky

Muzeum celkem čítá pět expozic v šesti budovách rozmístěných po historickém jádru města. Právě počet objektů a expozic je neobvyklý vzhledem k regionálnímu charakteru muzea. Jmenovitě se jedná o hlavní budovu sídlící v bývalém rabínském domě s přilehlou synagogou na Šubertově náměstí. Následuje dlouhodobě nejnavštěvovanější objekt, tedy n malebný Rodný dům Františka Vladislava Heka (F. L. Věka), který se nachází přibližně 50 m od náměstí F. L. Věka. Zde je dalším historickým objektem muzea vyhlídková renesanční radniční věž. Rýdlova vila je taktéž neodmyslitelným celkem – nachází se za domkem národní buditele. Poslední součást tvoří Dům Františka Kupky (ulice Františka Kupky 323). Muzeum se také mimo jiné stará o zpřístupnění židovského hřbitova na severovýchodním okraji města.

### Památkově chráněné objekty
Přehled kulturních památek spadajících pod správu vlastivědného muzea:
- Židovský hřbitov (od roku 1964) – hmotná památka židovské obce v Dobrušce, založen roku 1675 a následně rozšířen roku 1881 (připomínka na pamětní desce po obvodu zdi, dodnes rozloha 2 399 m²), celkem se zde nachází 246 náhrobků, nejstarší je datován do roku 1688 – představuje goticko-renesanční kvadrální typ, náhrobky z 18. století jsou výrazně ovlivněny barokním slohem a je jasně patrný vývoj psané hebrejštiny. V objektu obřadní síně je umístěn památník obětem nacismu, dále je zde márnice. Nachází se tu starší pískovcové náhrobky (stély) i náhrobky moderní žulové. Hřbitov je možné navštívit v provozní době muzea či informačního centra – po složení kauce 500 Kč zájemce obdrží klíč (k roku 2024).[10][11]Náhrobky židovského hřbitova v Dobrušce – pohled na stély

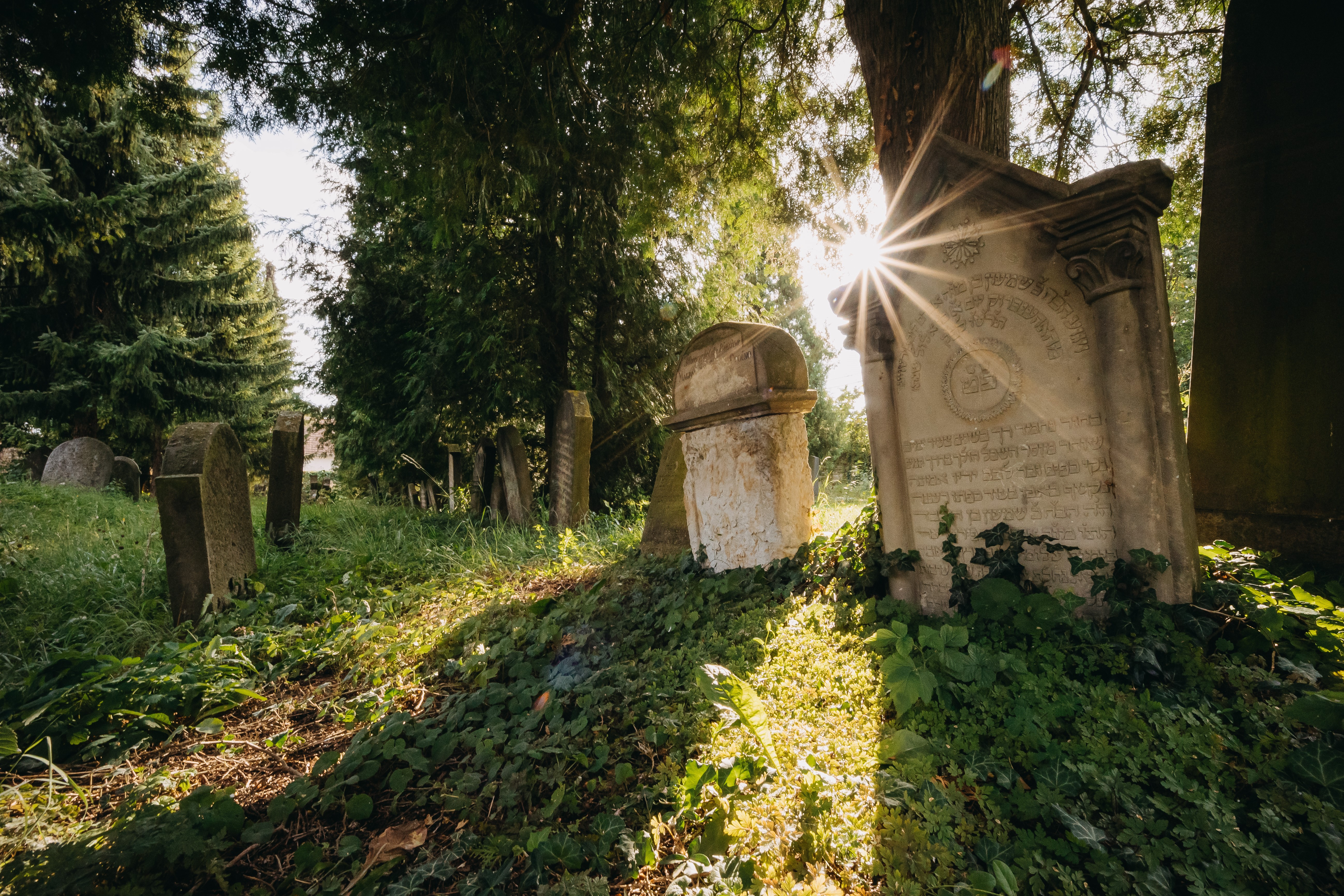
Náhrobky židovského hřbitova v Dobrušce – pohled na stély

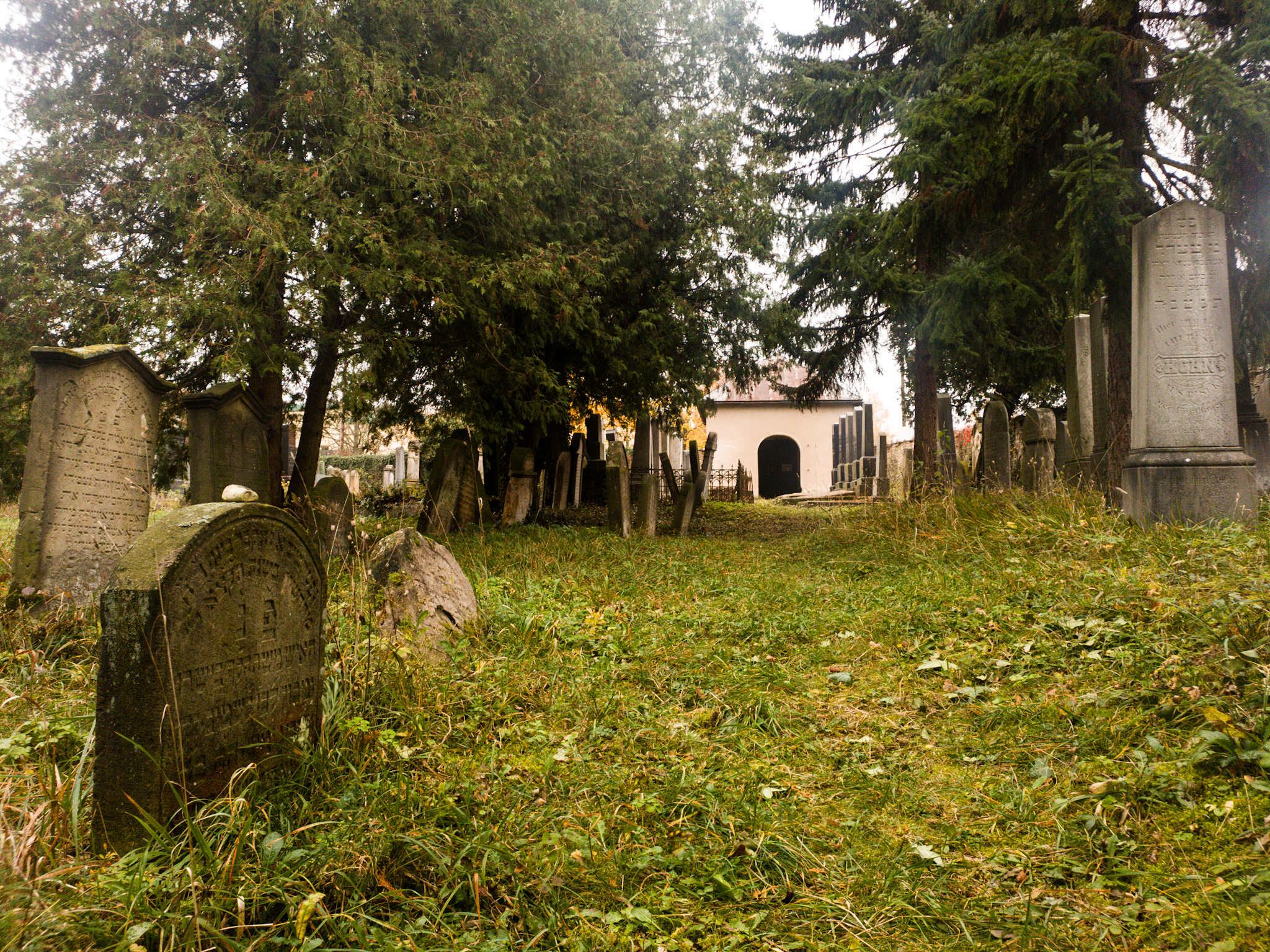
Pohled na židovský hřbitov v Dobrušce
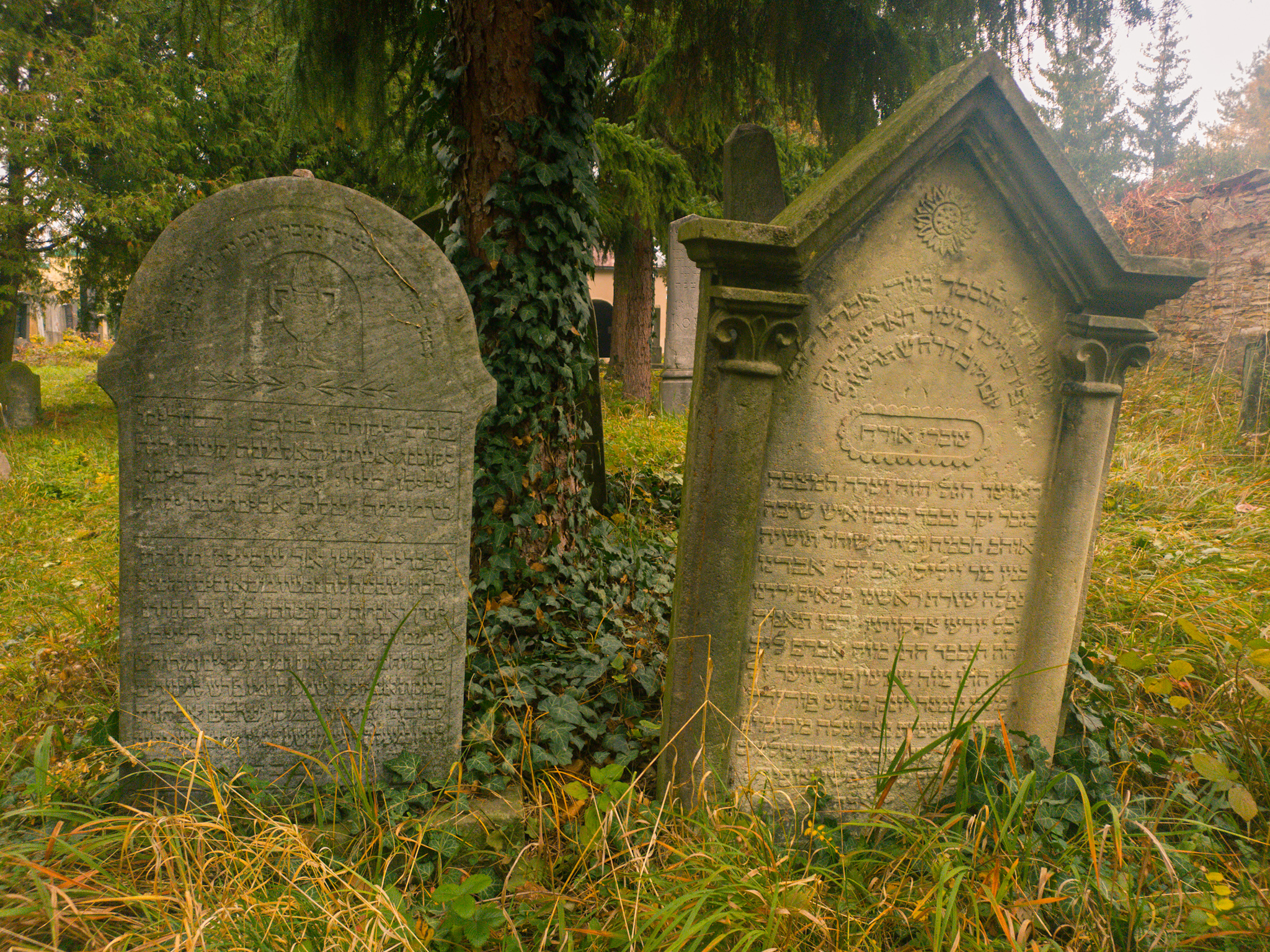
Detail starších náhrobků na židovském hřbitově
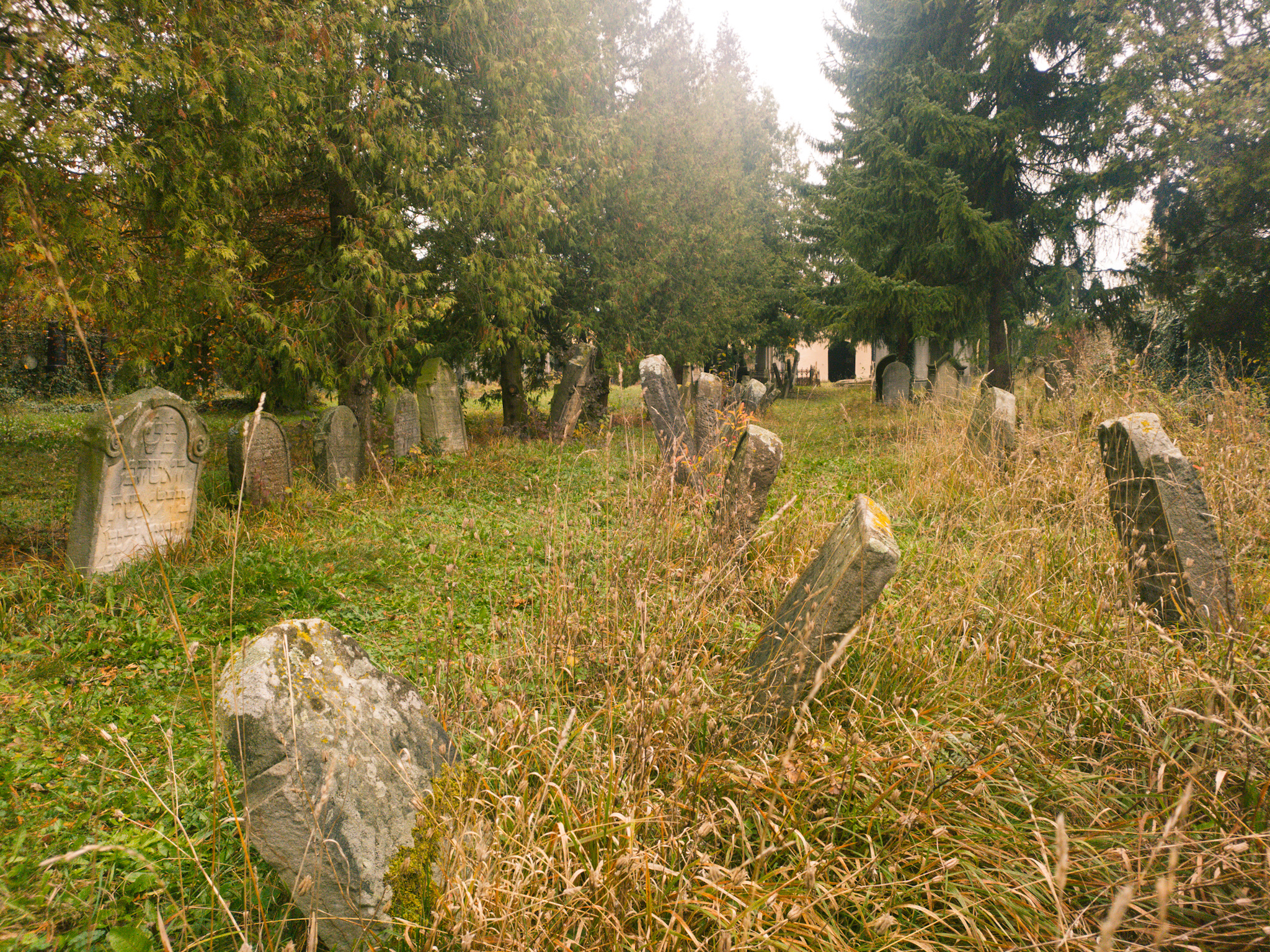
Náhrobky židovského hřbitova
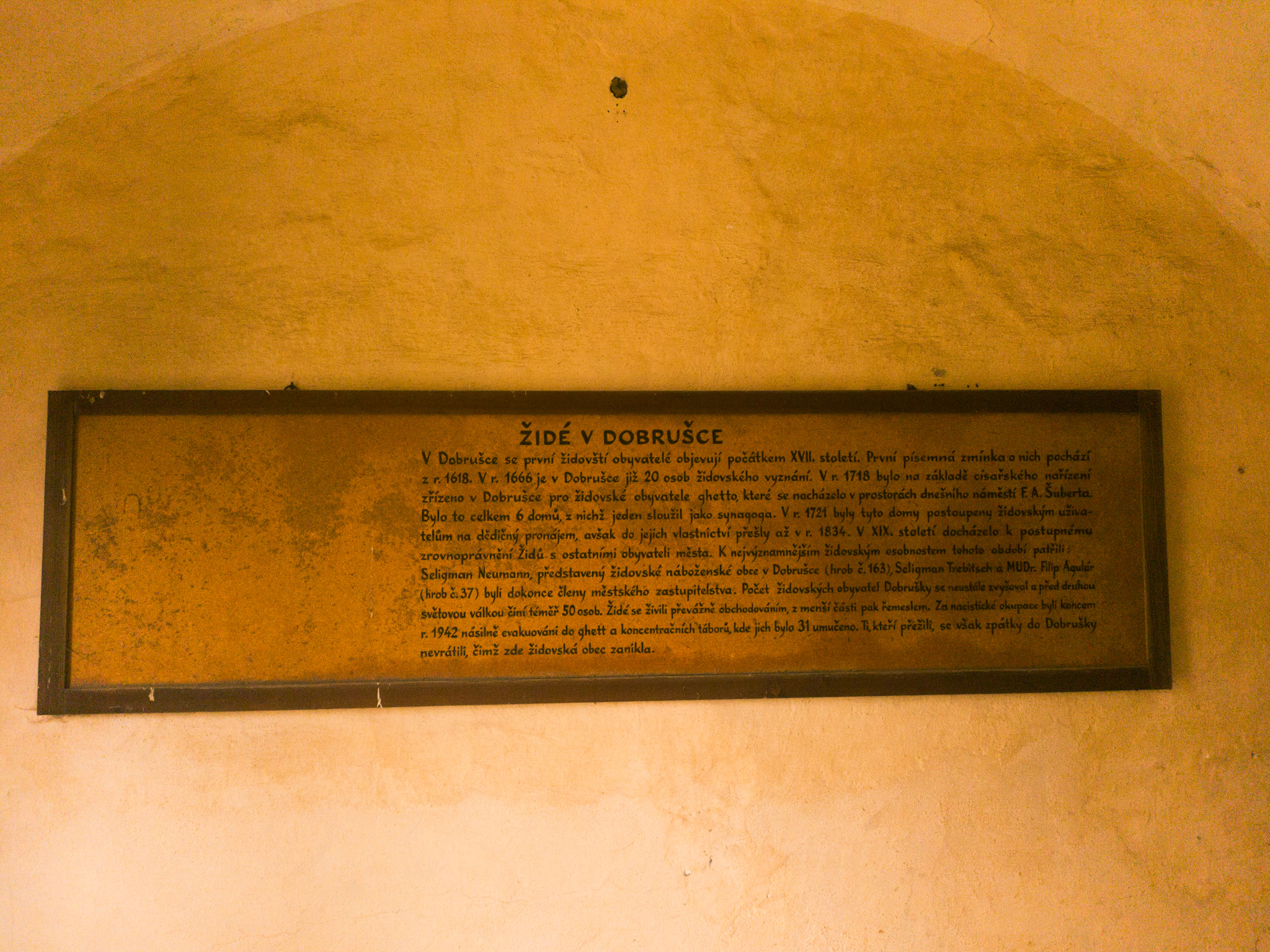
Text o židovské obci při vstupu na hřbitov

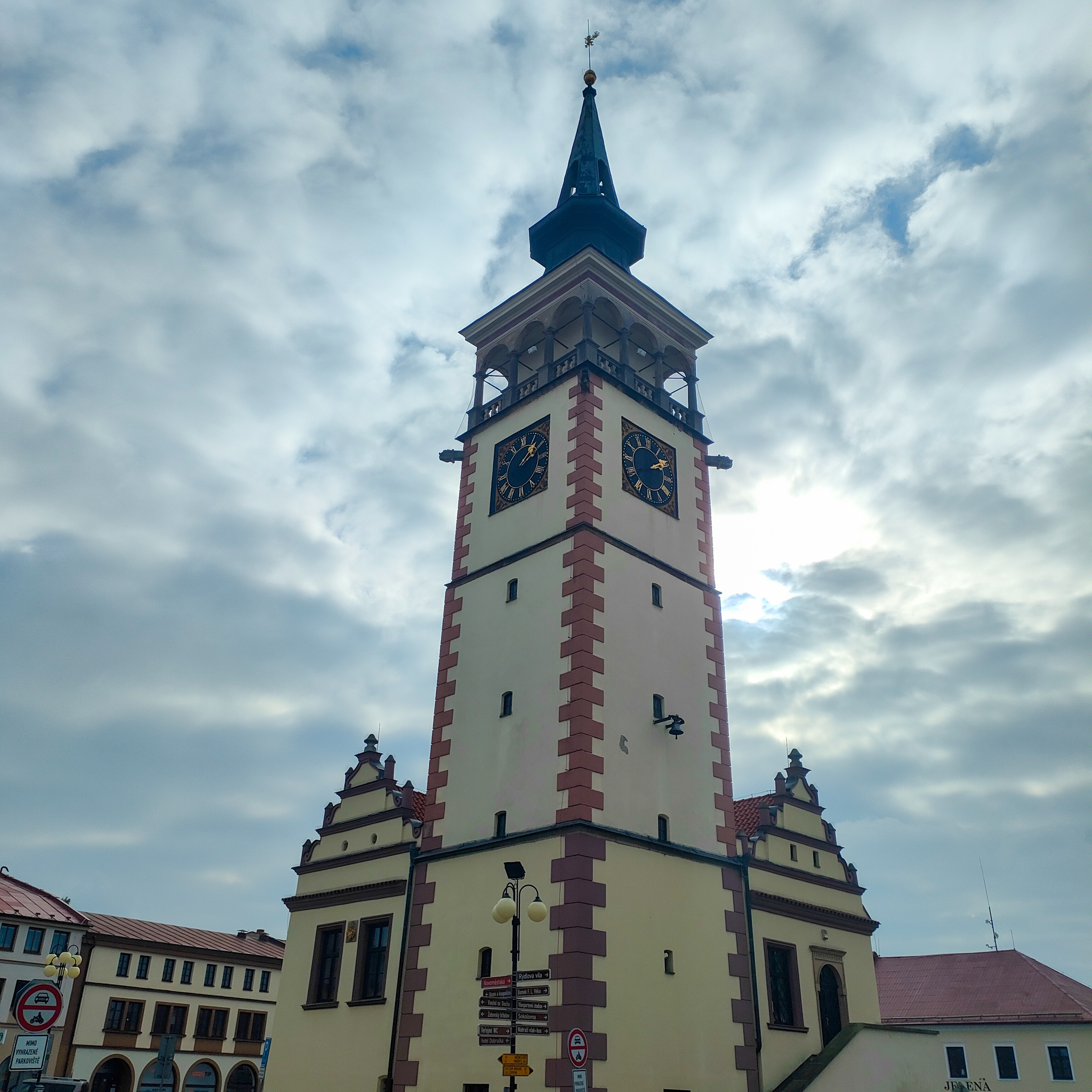
Radnice (od roku 1964) – renesanční radnice tvoří dominantu celého města a okolní krajiny, má 45 metrů vysokou hranolovitou věž. Radnice byla vystavěna po požáru v roce 1565. Na vyhlídkový ochoz vede dubové schodiště s celkem 124 schody. Věž je členěna do tří pater. Z arkádového ochozu se naskýtá výhled na krajinu Podorlicka, Orlických hor, za jasného počasí jsou vidět i Krkonoše.[12][13]Pohled na renesanční radnici v jádru náměstí F. L. Věka v Dobrušce  - Pohled na renesanční radnici v jádru náměstí F. L. Věka

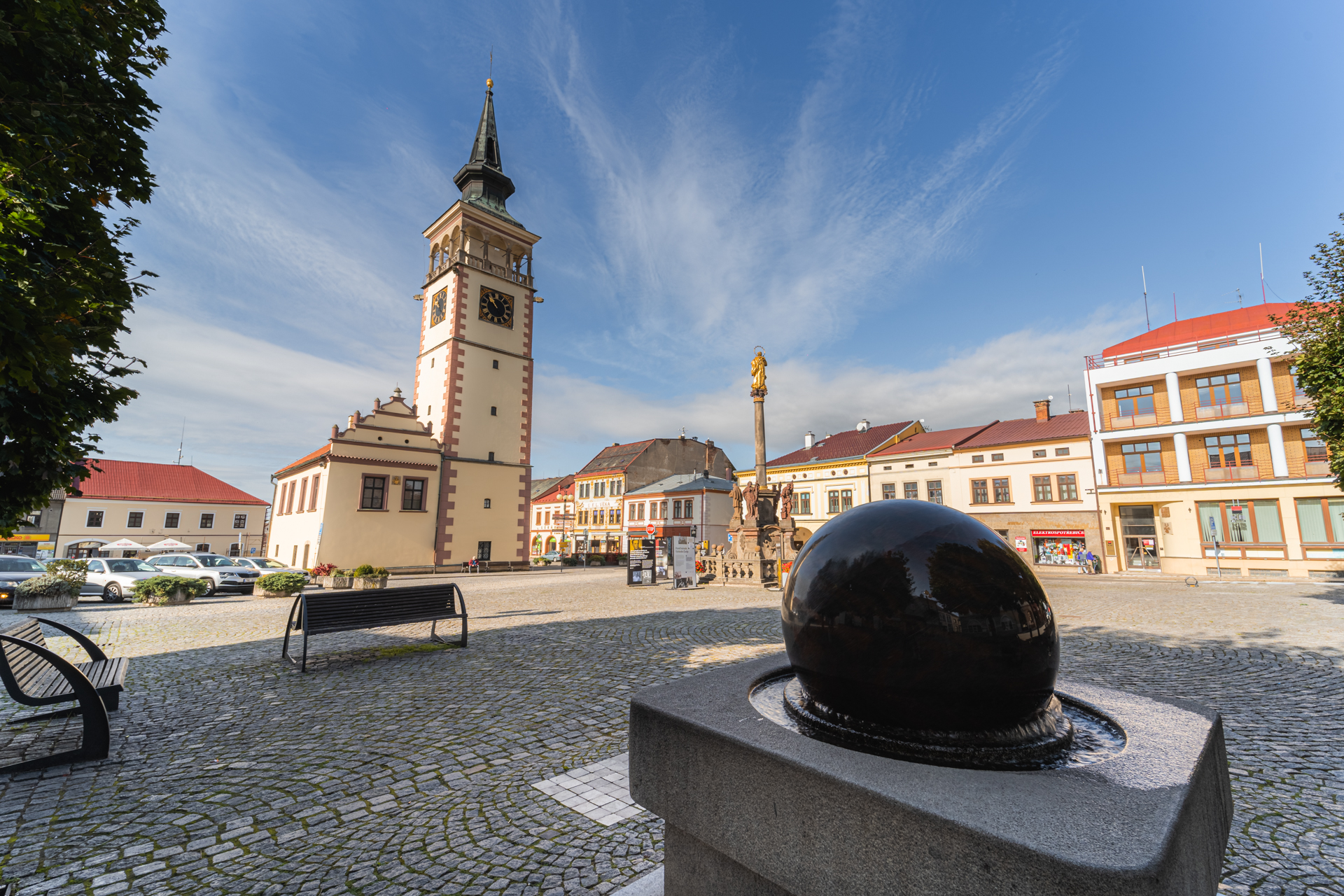
Pohled na renesanční radnici v jádru náměstí F. L. Věka v Dobrušce

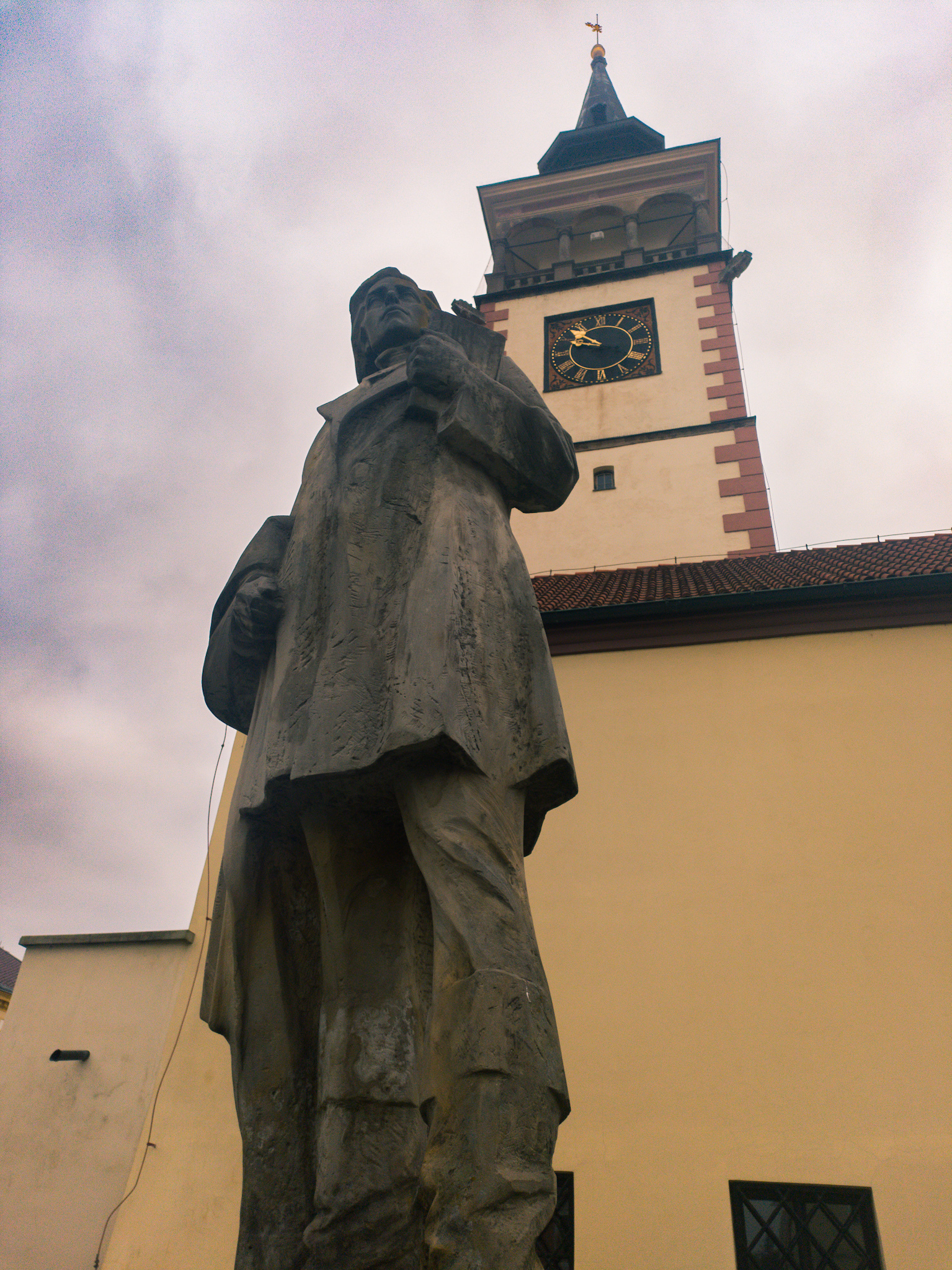
Radniční věž se sochou F. L. Věka
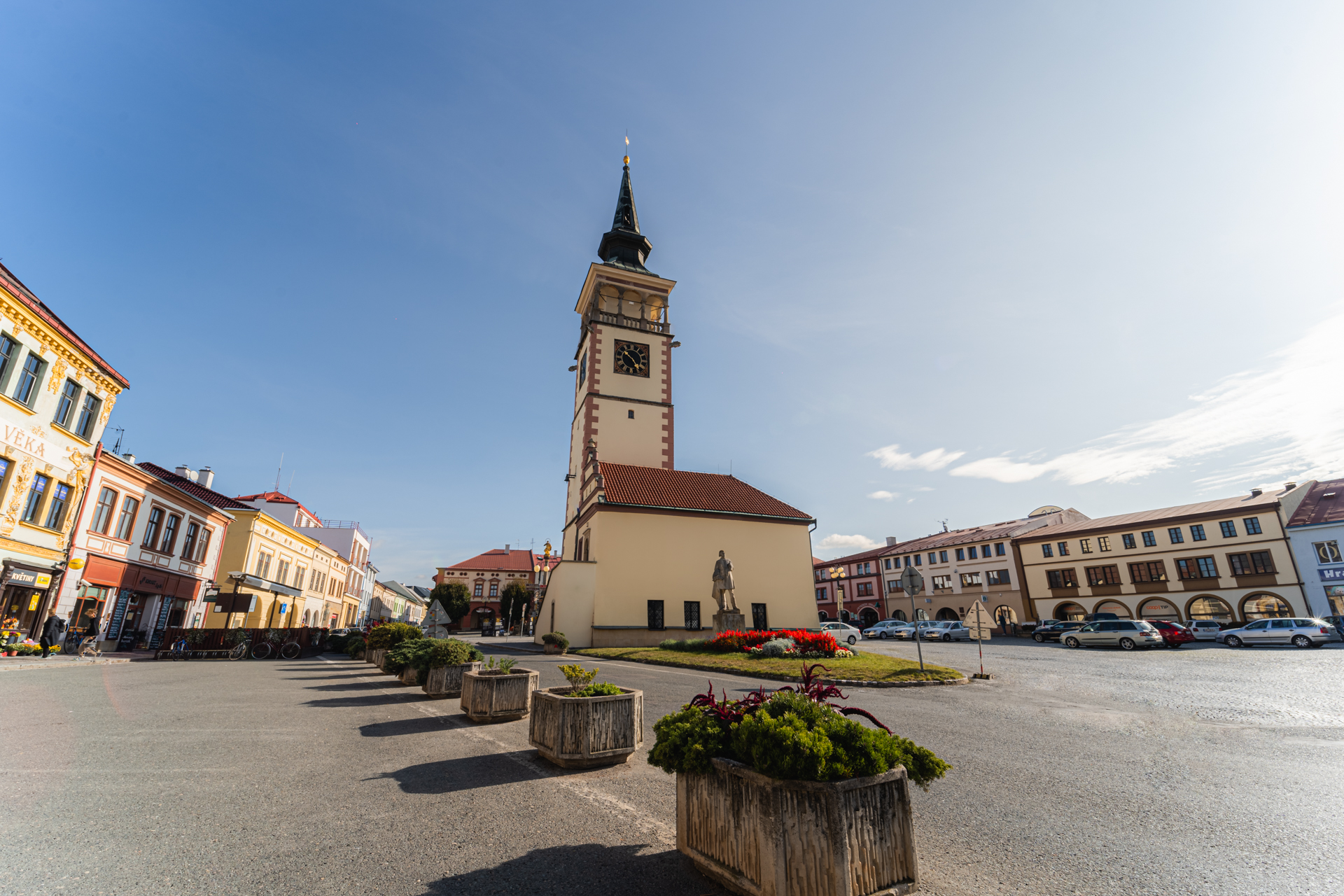
Náměstí F. L. Věka s renesanční radnicí v Dobrušce
  - Radniční věž se sochou F. L. Věka
  - Náměstí F. L. Věka s renesanční radnicí v Dobrušce

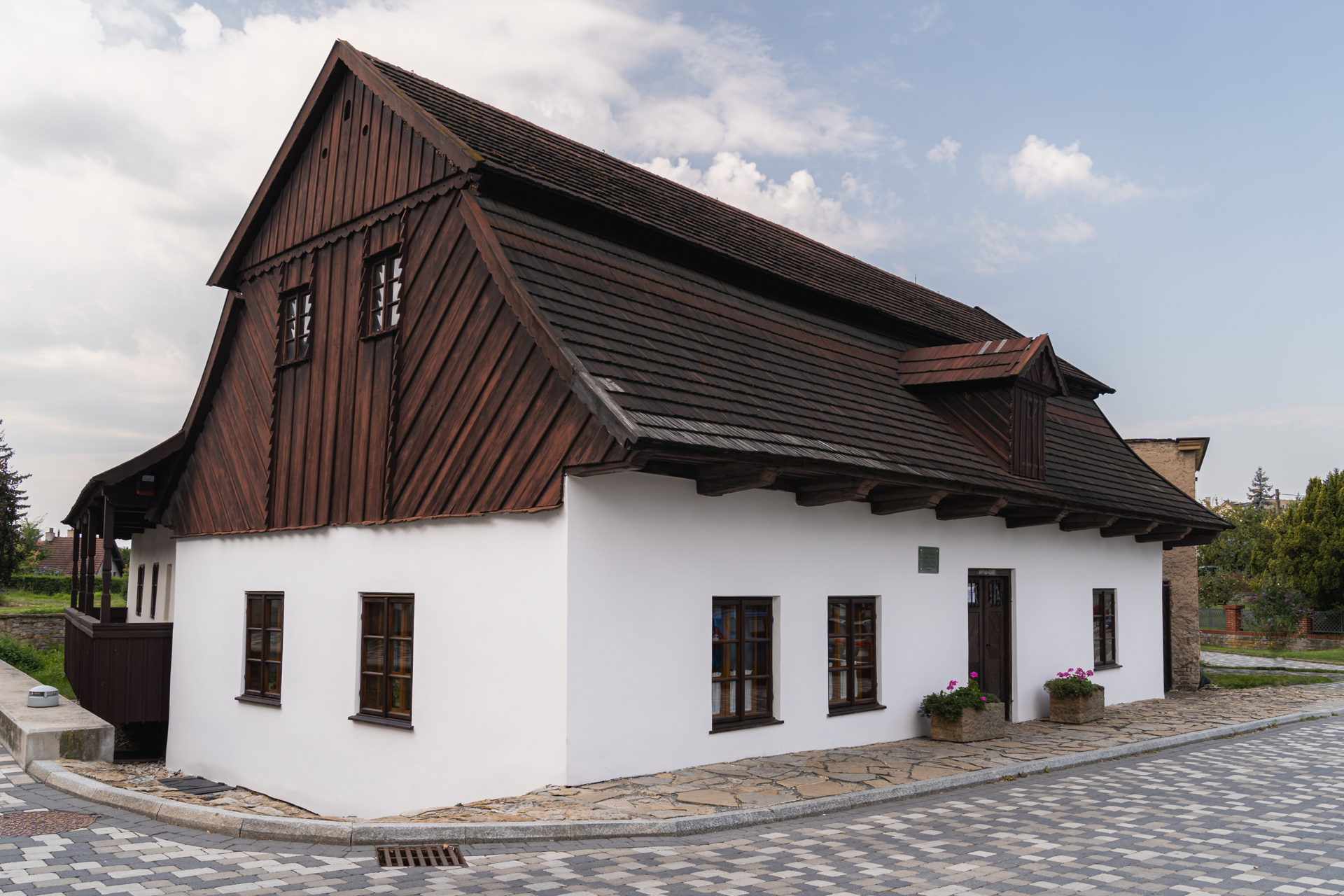
Rodný domek F. V. Heka v Dobrušce

- Rodný dům F. V. Heka (od roku 1971) – unikátní lidová stavba z 2. poloviny 18. století (první zmínka však již z roku 1679) dokládající typický příklad zdejší předměstské architektury z tohoto období (umístění za tehdejší Vodní/Novoměstskou branou u Brtevského potoka), bílá omítka, dochovaná šindelová střecha, dřevěná pavlač z roku 1840 a charakteristický dobře zachovalý půdorys stavby z Podorlicka, nově od roku 2024 taktéž mlatový dvorek. Obnovení po požáru roku 1806, na domu je pamětní deska od Jana Kotěry.[14][15]
- Vila U Rýdlů/Rýdlova vila (od roku 1992) – dům přestavený v národním slohu v letech 1917–19 dle projektu architekta Jana Kotěry (čp. 187), dříve proslulý jako „tabáková vila“, unikátní záklopové prkno s nápisem: „Co si přeji sám, jiným podávám: mír a pokoj mně, mír a pokoj vám.“[16]

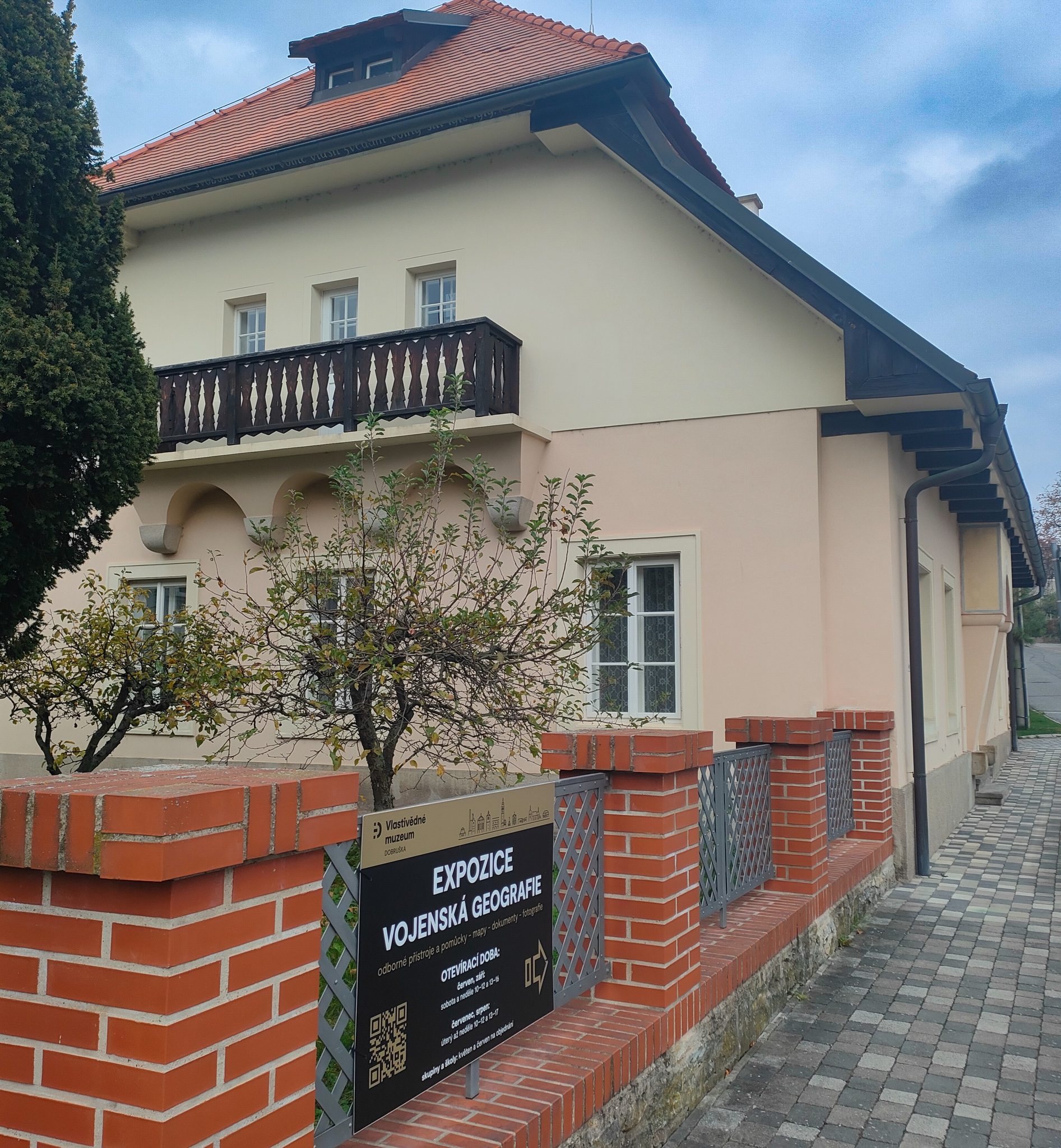
Pohled na exteriér Rýdlovy vily
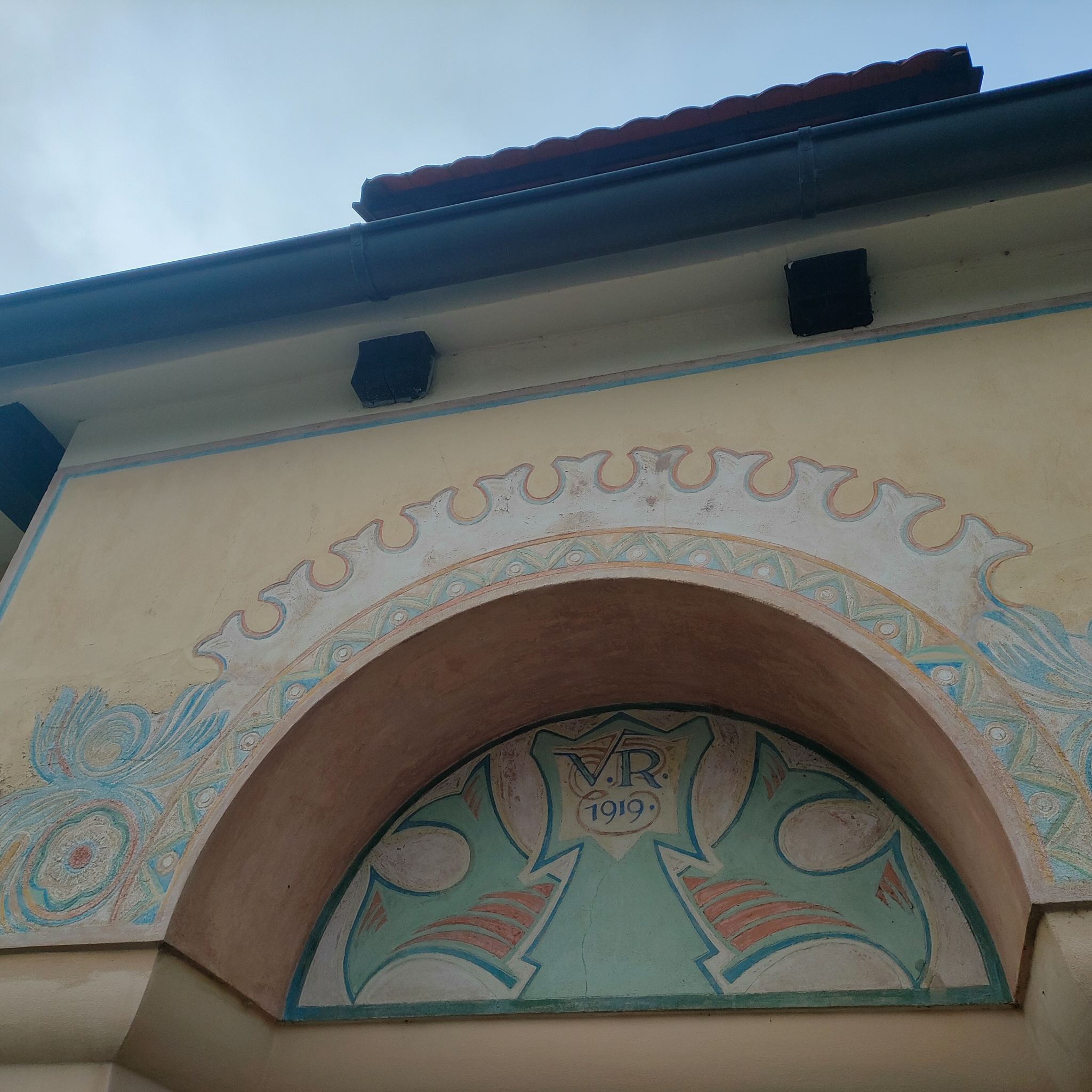
Datace Rýdlovy vily
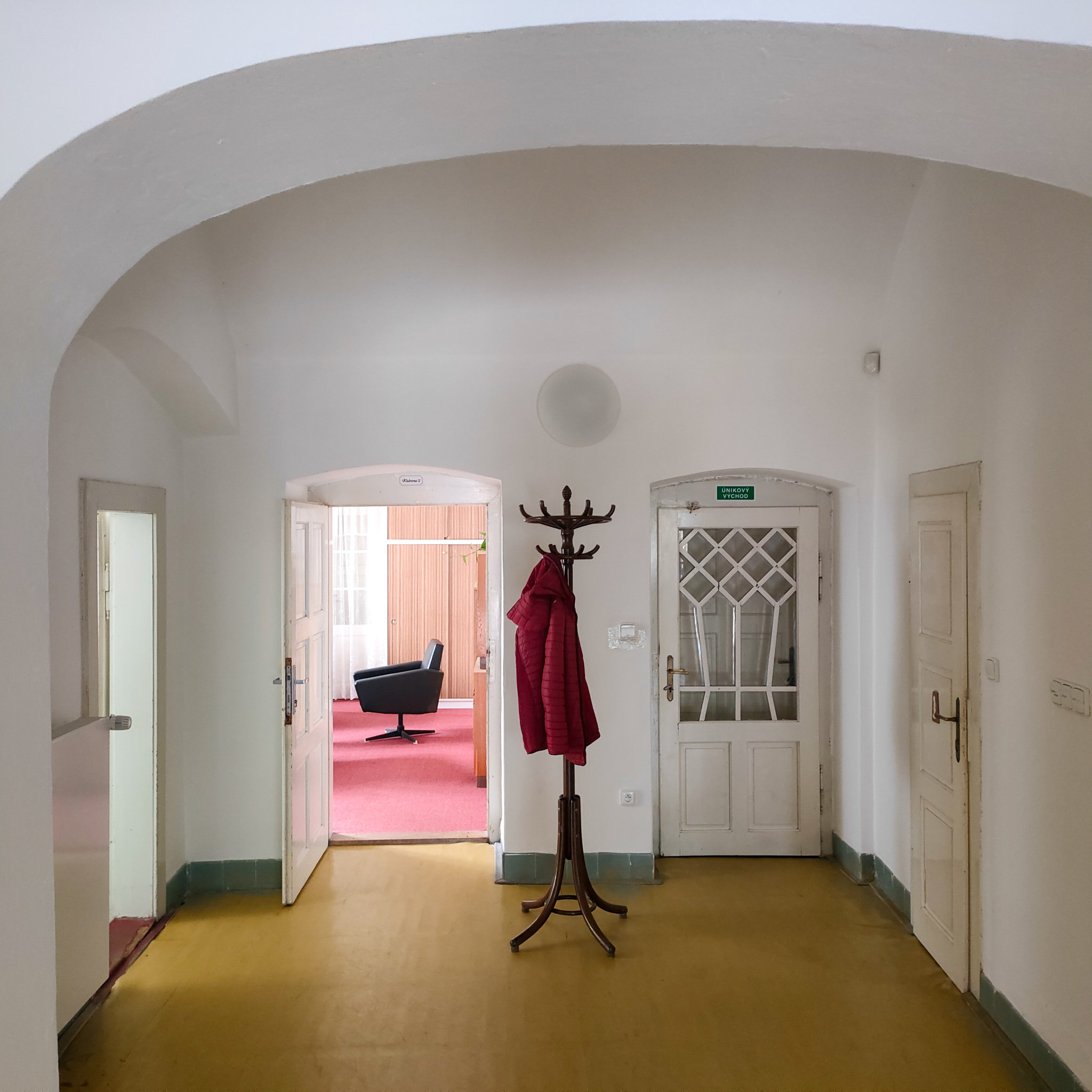
Interiér Rýdlovy vily

- Synagoga (od roku 1992) – reprezentuje pozůstatek židovského osídlení na tzv. Malém náměstí, tj. Šubertově náměstí, vznikla roku 1722, rok po založení židovské náboženské obce a byla obnovena po požárech v letech 1806 a 1866. Novogotická podoba synagogy vznikla po požáru roku 1866. V roce 2010 byla budova rekonstruována. Od roku 2013 je zde instalovaná část expozice vlastivědného muzea.[17]

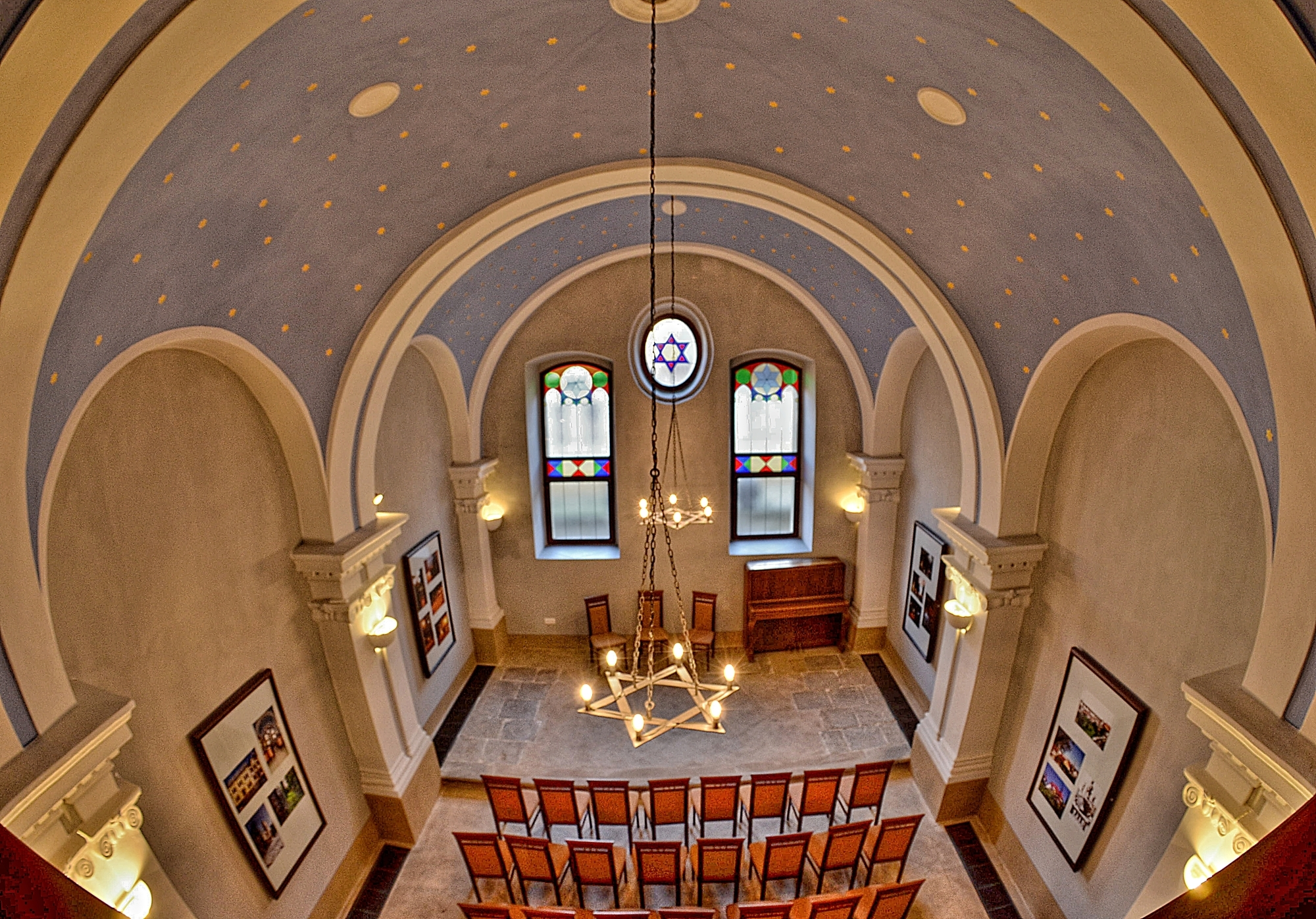
Synagoga v Dobrušce (pohled z výšky)
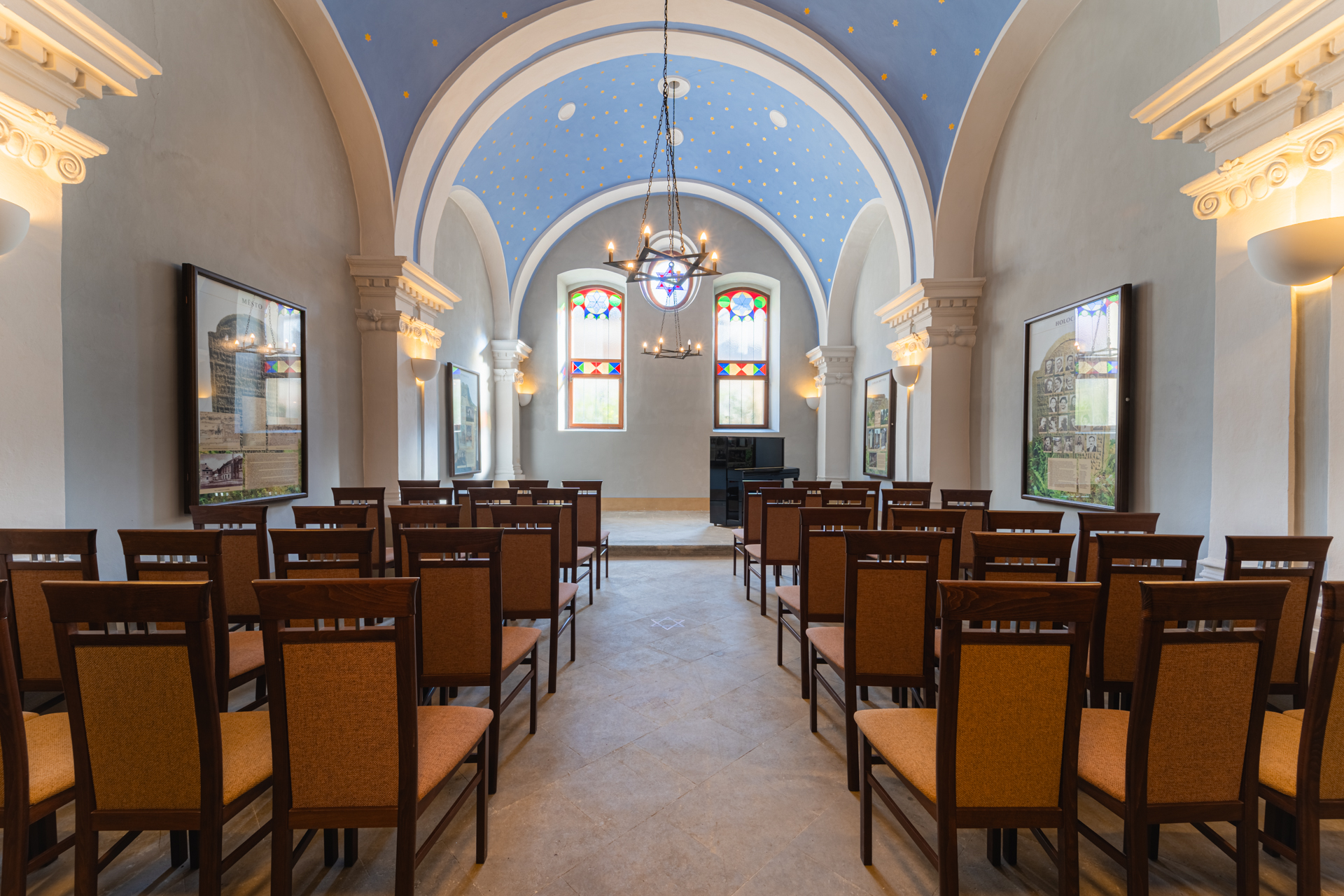
Interiér dobrušské synagogy

## Stálé expozice

### Expozice v rodném domku F. L. Věka (od roku 1972)

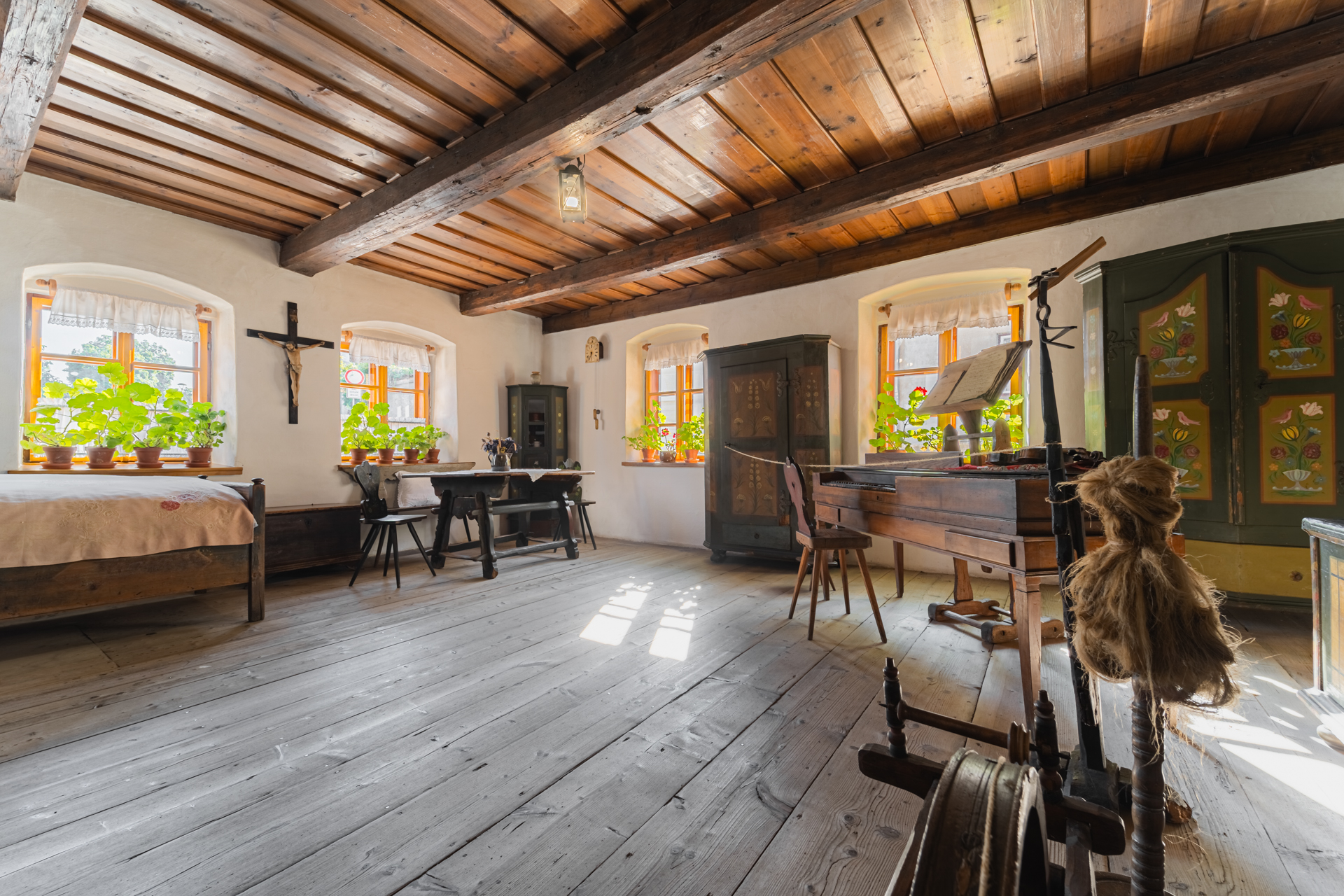
Světnice v rodném domku Františka Vladislava Heka

Skládá se ze tří zpřístupněných místností a celkem čtyř částí:
- Obytná světnička s dobovým vybavením z počátku 19. století jako ukázka bydlení pod Orlickými horami, domov Heka do čtyř let
- Kupecký krám s dobovou klenbou ilustrující život Heka jako podnikatele a obchodníka
- Je možné nahlédnout také do bývalé černé kuchyně
- Rekonstrukce roku 2010: otevření části přibližující život a dílo F. V. Heka jako národního buditele a novočeského satirika, předměty z Hekovy pozůstalosti včetně Mozartovy mince, kontrast s Jiráskovým románovým Věkem a natáčení seriálu F. L. Věk s ukázkou tehdejších filmových kostýmůKupecký krám v rodném domku F. V. Heka

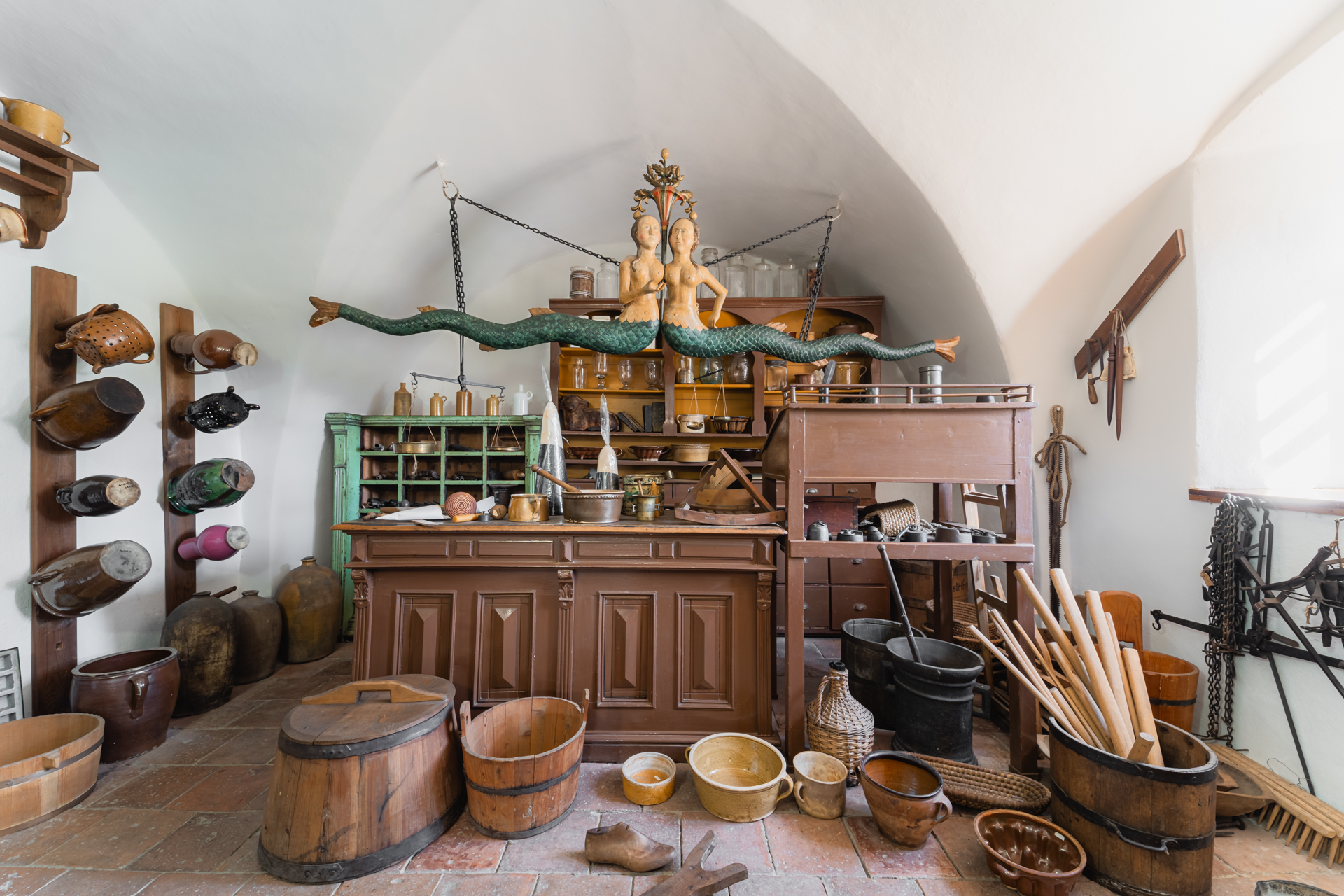
Kupecký krám v rodném domku F. V. Heka

- Roku 2022 se konaly oslavy 50. výročí otevření rodného domu Františka Vladislava Heka, při této příležitosti se i pořádala výstava Příběh jednoho domu a byla pokřtěna stejnojmenná publikace
- Od července 2024: lapidárium/historický sklep Hekova domku s barokními originály dobrušských soch zobrazující světce (přesunuté z prostor bývalého městského úřadu, čp. 11) a dvorek s mlatovým povrchem namísto dlážděného
- Přilehlé zahradní lapidárium za domkem s kamennými torzy památek navazuje na přesunuté objekty z bývalého městského úřadu, náleží tak k areálu kulturní památky a je přístupná z ulice Poddomí
- Jedná se o nejnavštěvovanější expozici v rámci celého muzea[9][14][18]

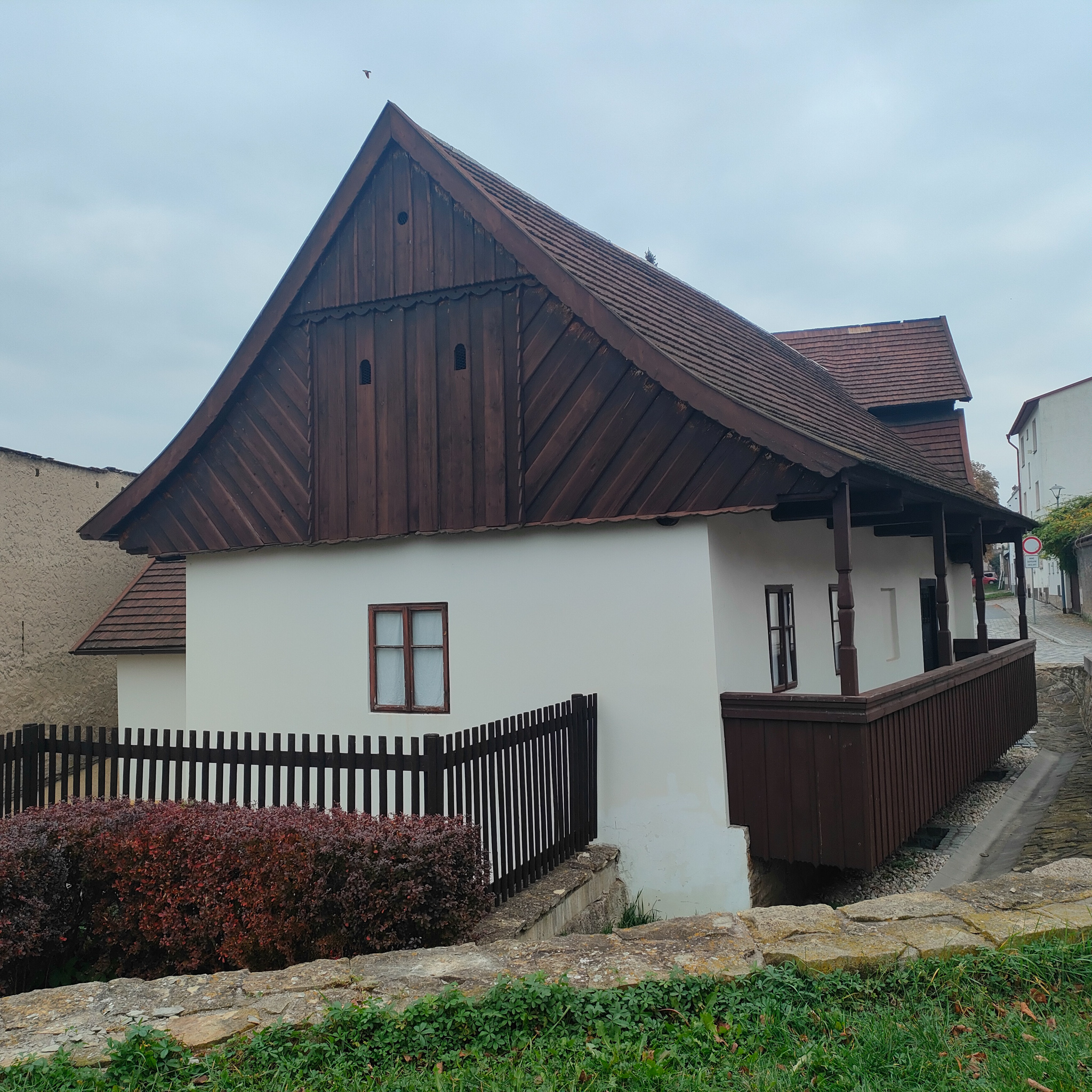
Rodný domek F. L. Věka s pavlačí
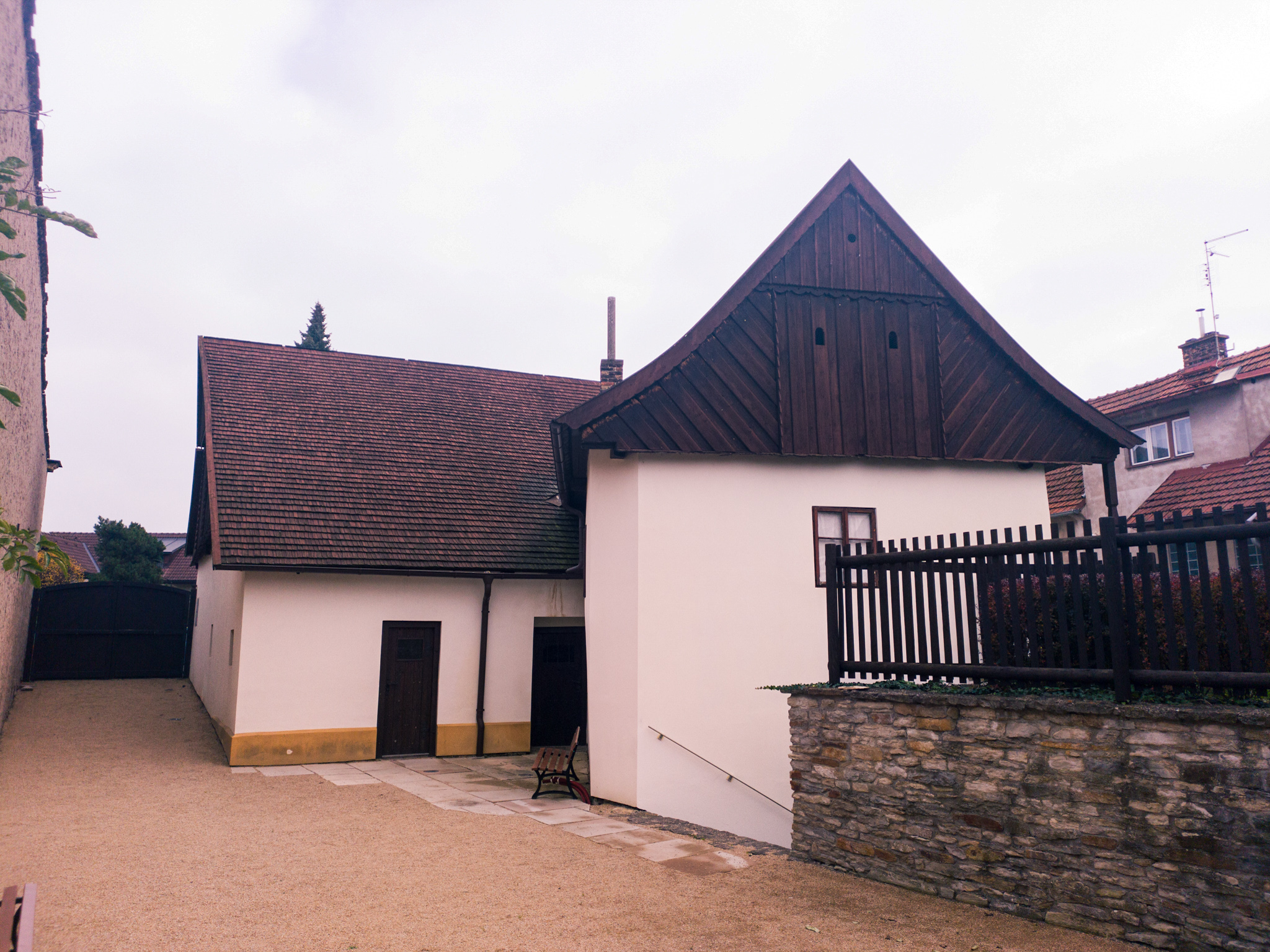
Pohled na rodný domek F. V. Heka       s novým mlatovým dvorkem
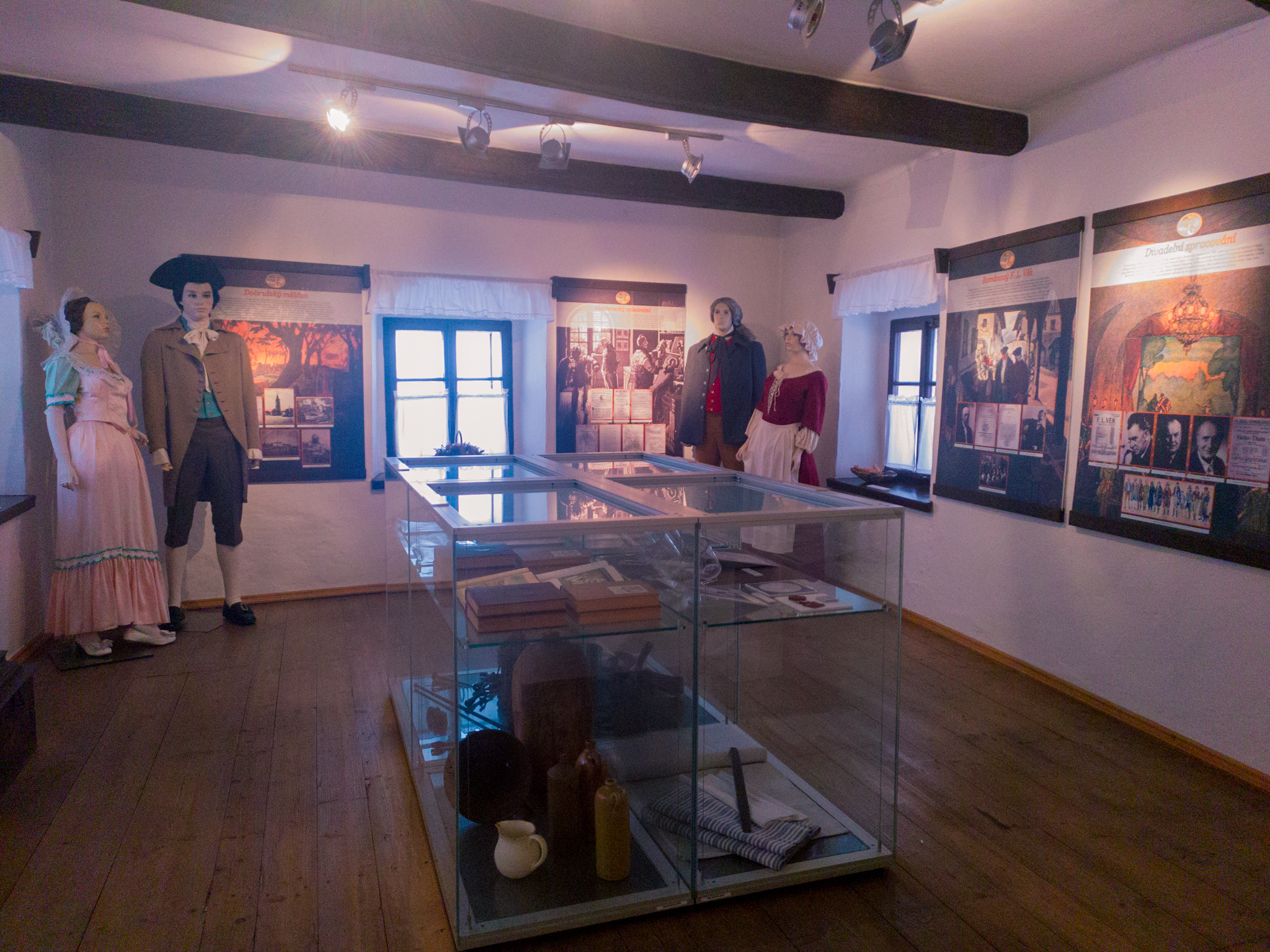
Část expozice o díle a tvorbě F. V. Heka/F. L. Věka
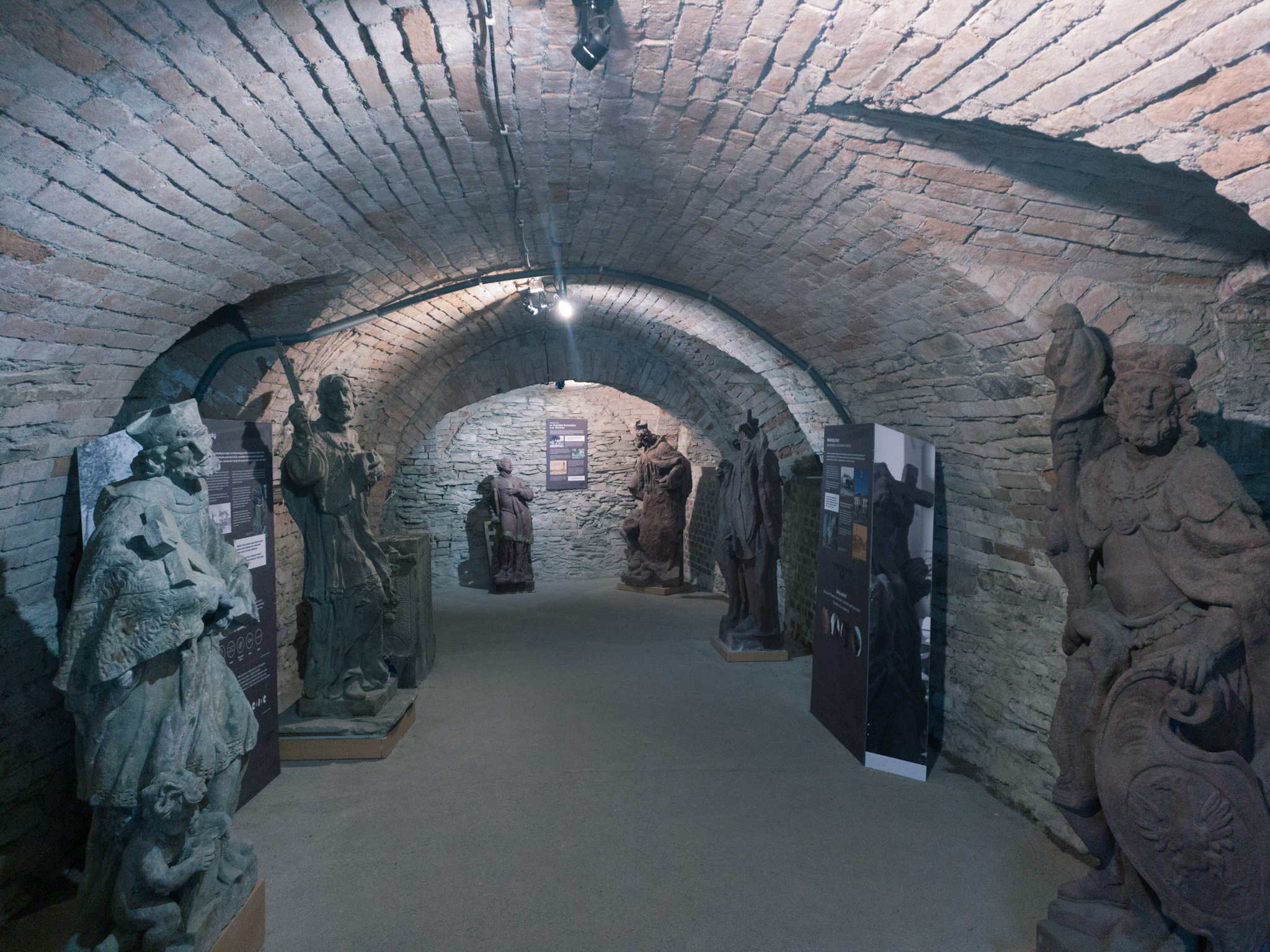
Lapidárium – sklepení rodného domku F. V. Heka s barokními sochami světců

### Hlavní budova muzea (od roku 1985)

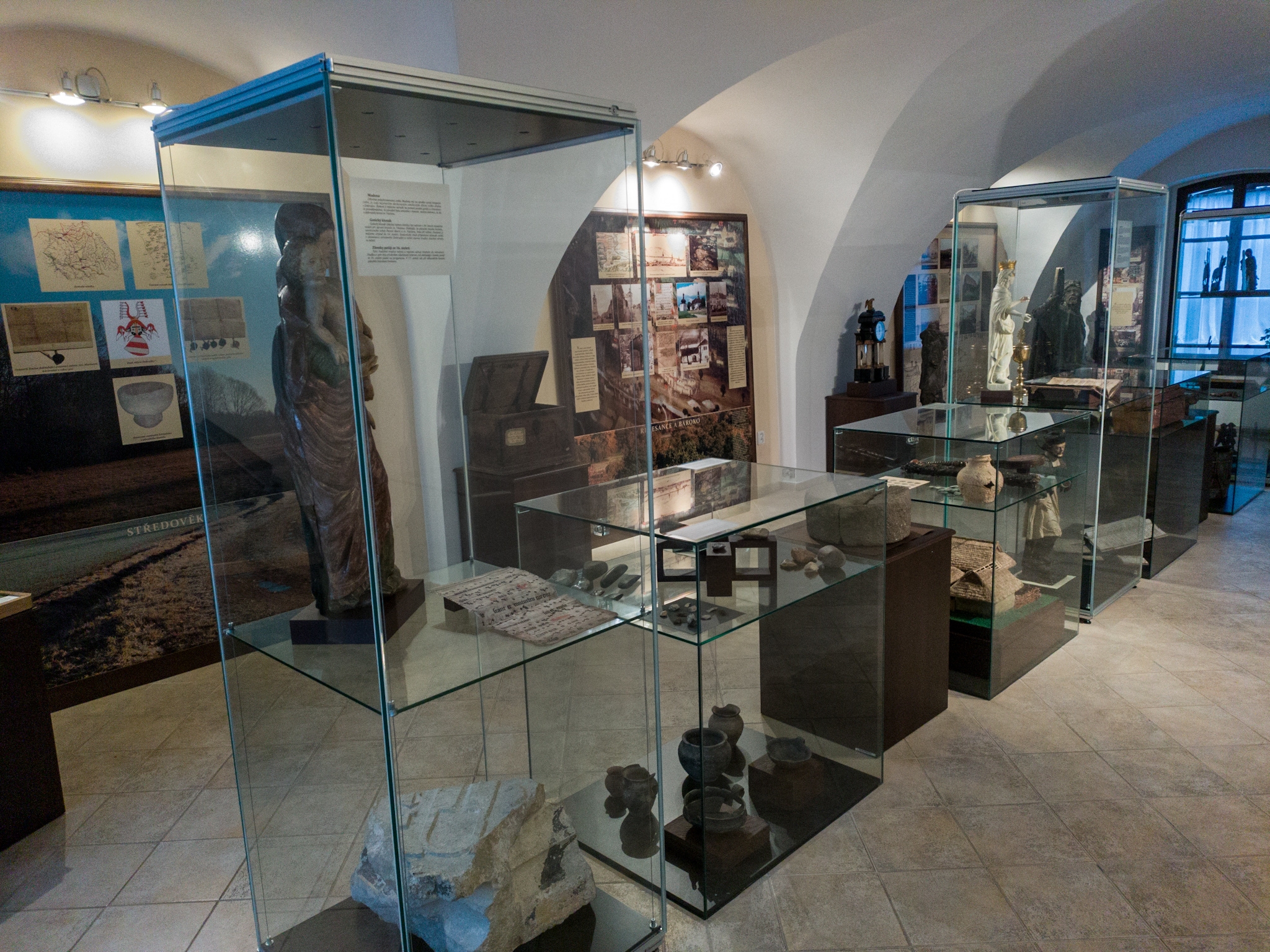
Expozice Příběh města Dobrušky

Skládá se ze tří částí (po rekonstrukci v roce 2013):
- Významné osobnosti dobrušské historie: ve vstupní hale je představena stručně historie muzea a skupina nejslavnějších osobností z Dobrušky, jmenovitě: kronikář a kreslíř Alois Beer (jedna z možných předloh Járy Cimrmana), světoznámý malíř František Kupka, nakladatel Jan Laichter, bývalý ředitel Národního muzea František Adolf Šubert, mecenáš a starosta Josef Archleb, historici, kněží a obrozenci druhé vlny Antonín Flesar, Josef Mnohoslav Roštlapil a Josef Adámek.
- Příběh města Dobrušky: hlavní část expozice, jsou představeny dějiny Dobrušky od pravěku až po současnost, přibližuje první písemné doklady o Dobrušce (mimo jiné i nejstarší zmínku, tzv. Mutinovo narovnání z roku 1320), středověkou epochu, renesanční i barokní období a nesmazatelný vývoj města za období národního obrození

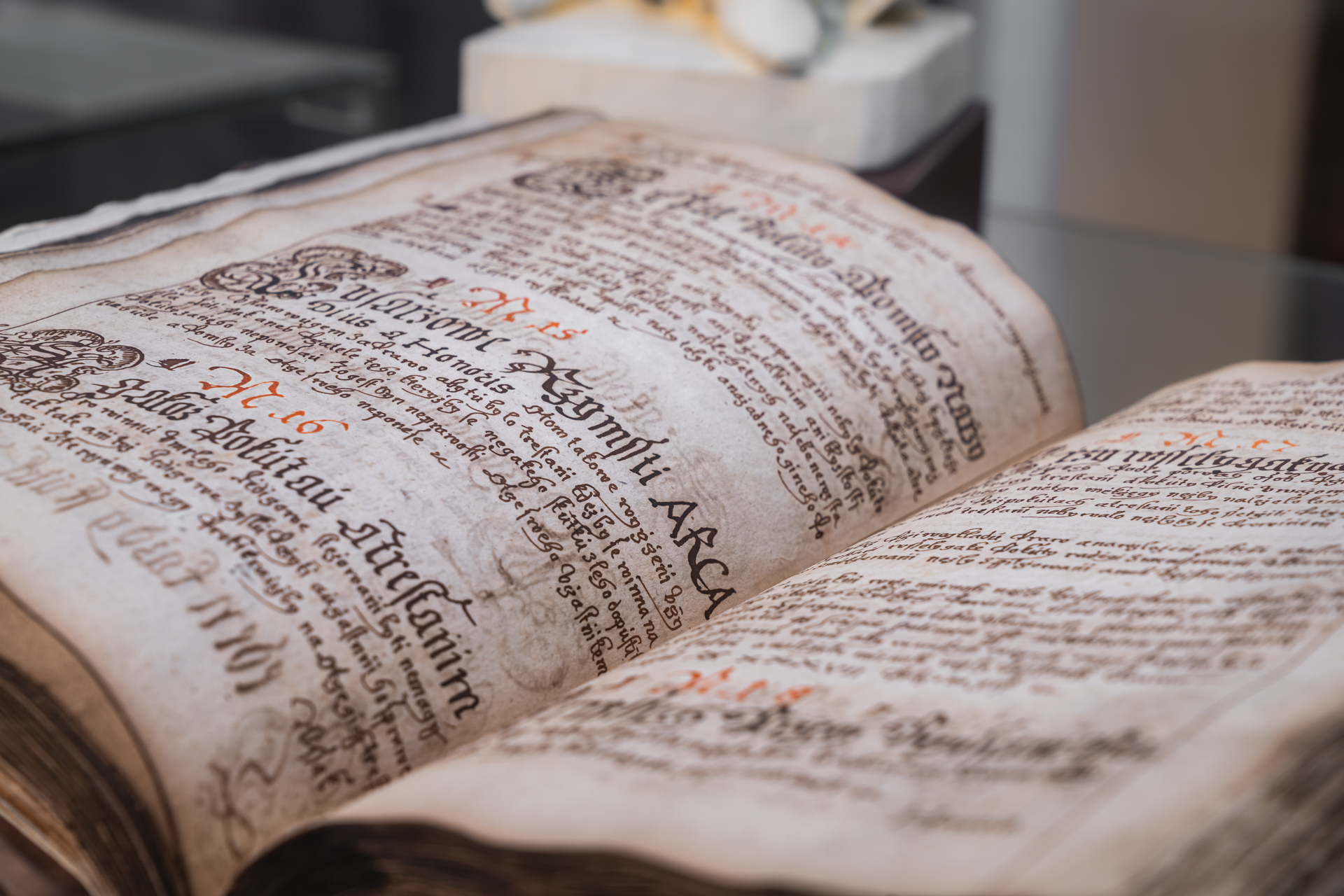
Příběh židovské obce v Dobrušce

- Příběh židovské obce a synagoga: v prostorách rabínského domu je zmapována historie židovské náboženské obce, která vznikla roku 1721 na Šubertově náměstí, dřívějším Židovském městě (5 domů a synagoga, během konce 18. století a počátku 19. století počet Židů vzrostl na téměř 50 obyvatel), první Židé jsou však přítomni v městu již ve 2. polovině 16. století

- Představuje tak život Židů v jednom ze šesti míst v Podorlicku, kde se usadili, a zároveň i jejich ponurý osud po roce 1942. Po druhé světové válce židovská obec definitivně zanikla. Součástí prohlídky je unikátní rituální očistná lázeň, tzv. mikve (identifikovaná roku 1995), která se nachází podélně valené klenuté místnosti patrně z prostor první synagogy. Rabínský dům a synagogu spojují i pozoruhodné prampouchy. Samotný rabínský dům sloužil v minulosti i jako škola a modlitebna.[8][9][17]

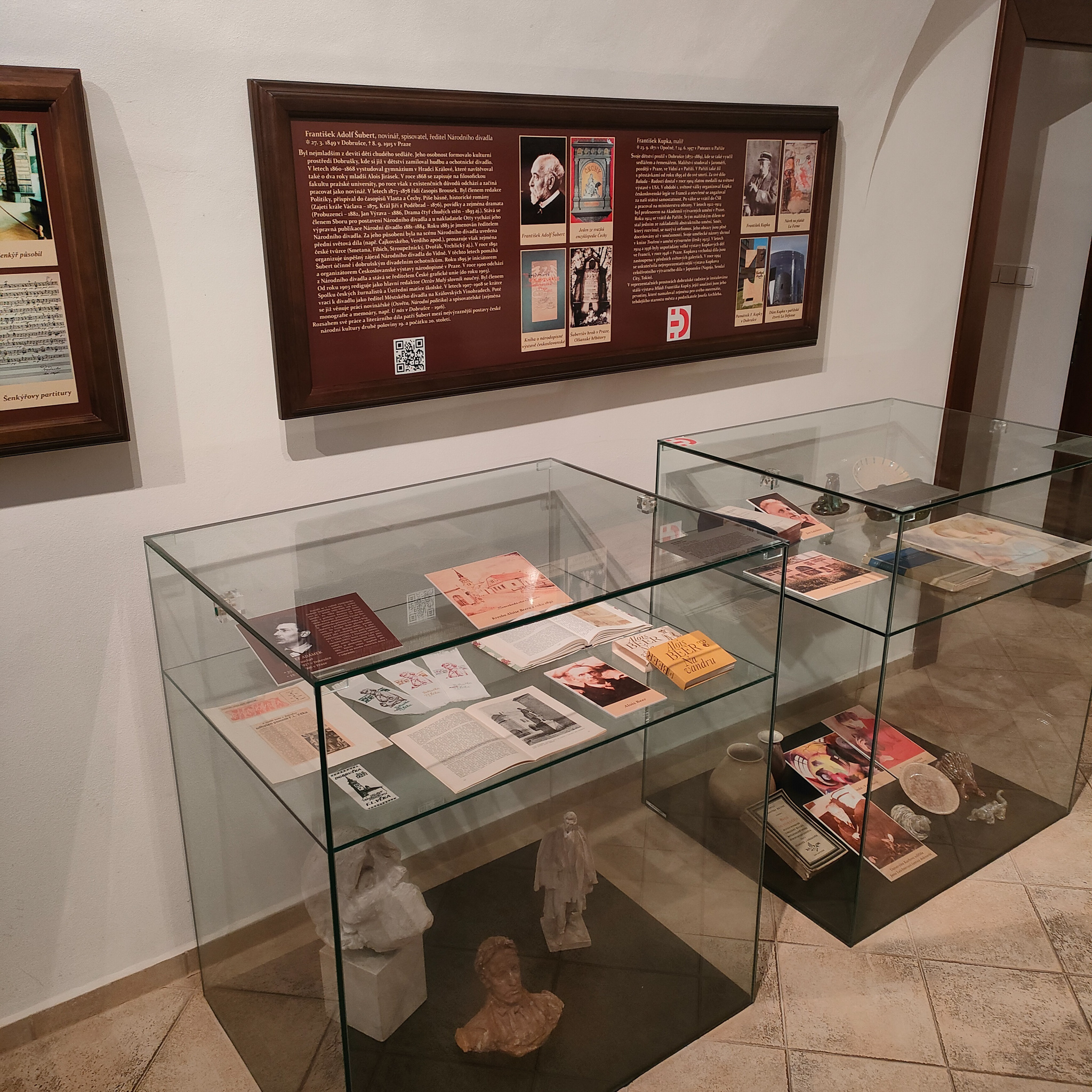
Vstupní místnost s dobrušskými osobnostmi
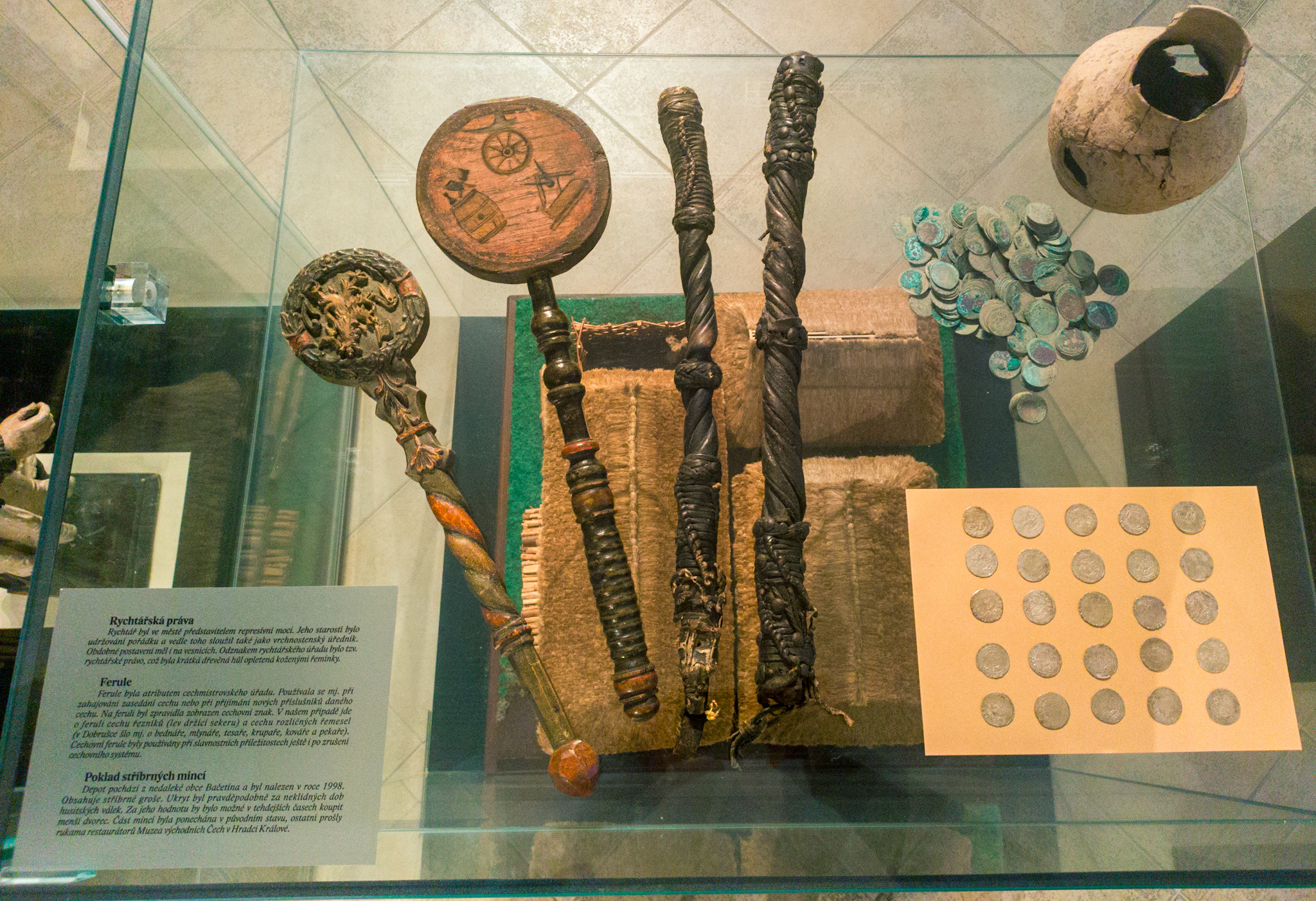
Ferule, práva a poklad v Příběhu města Dobrušky
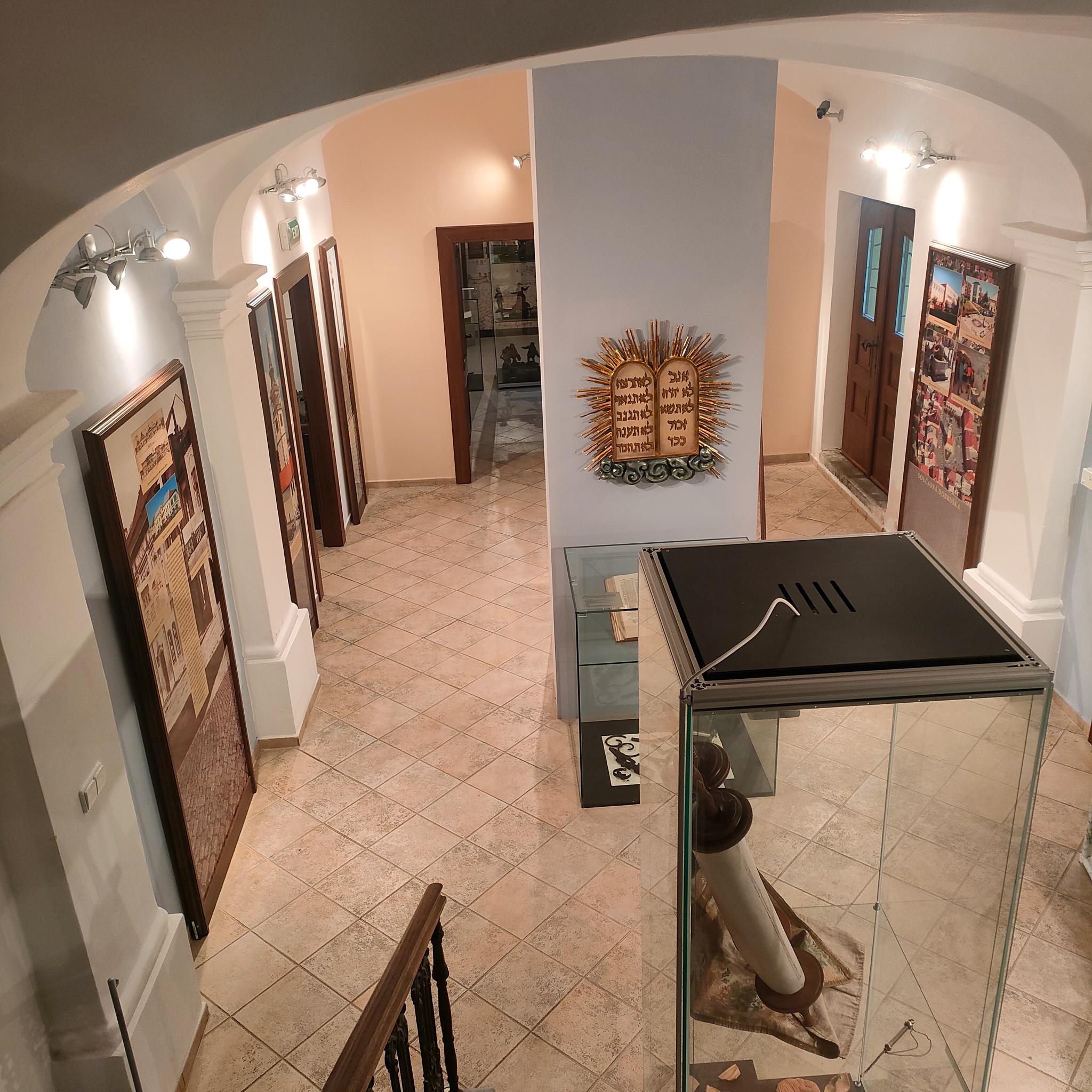
Část expozice Příběh židovské obce
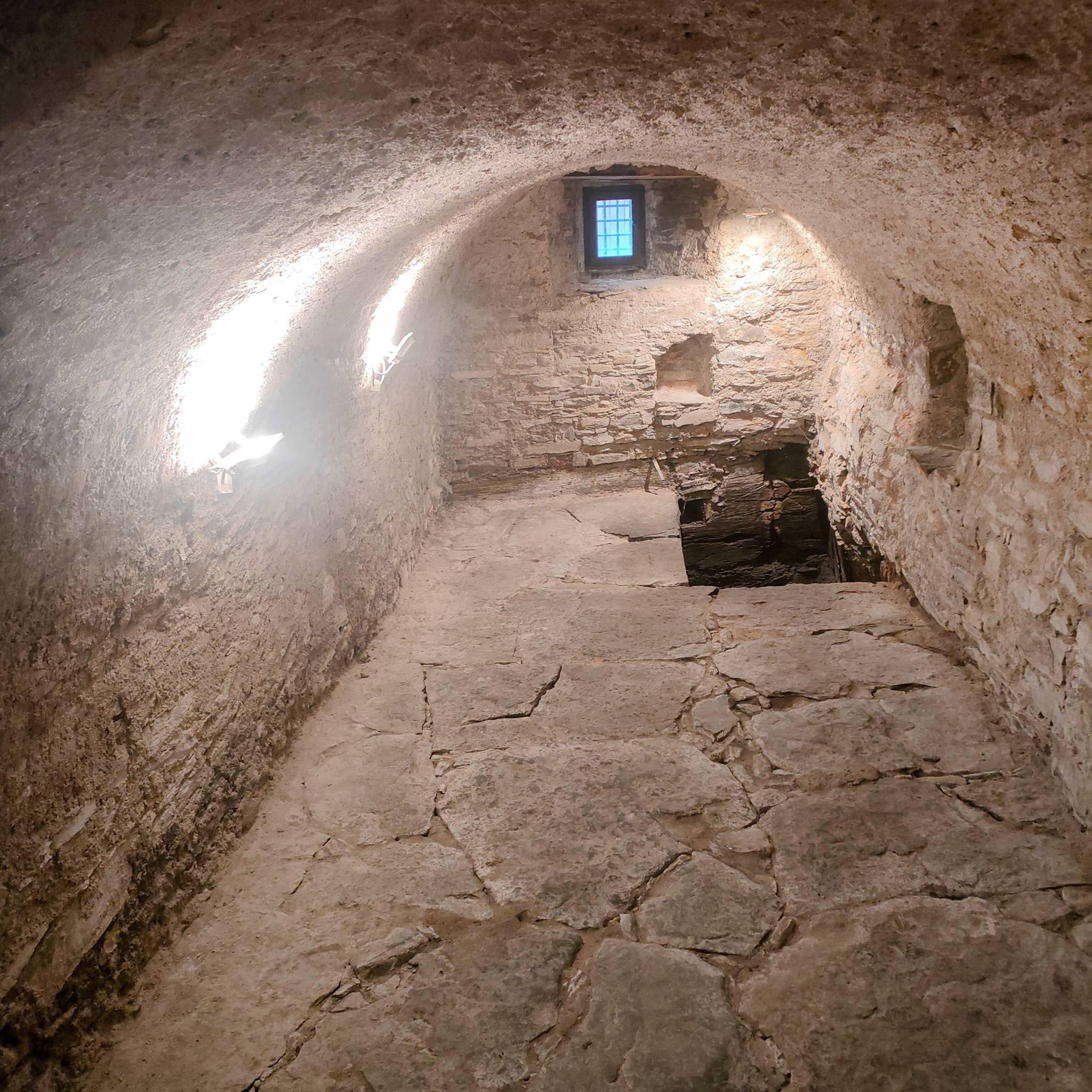
Rituální očistná lázeň v bývalém rabínském domě (dobrušská mikve)

### Vyhlídková radniční věž (od roku 1992)

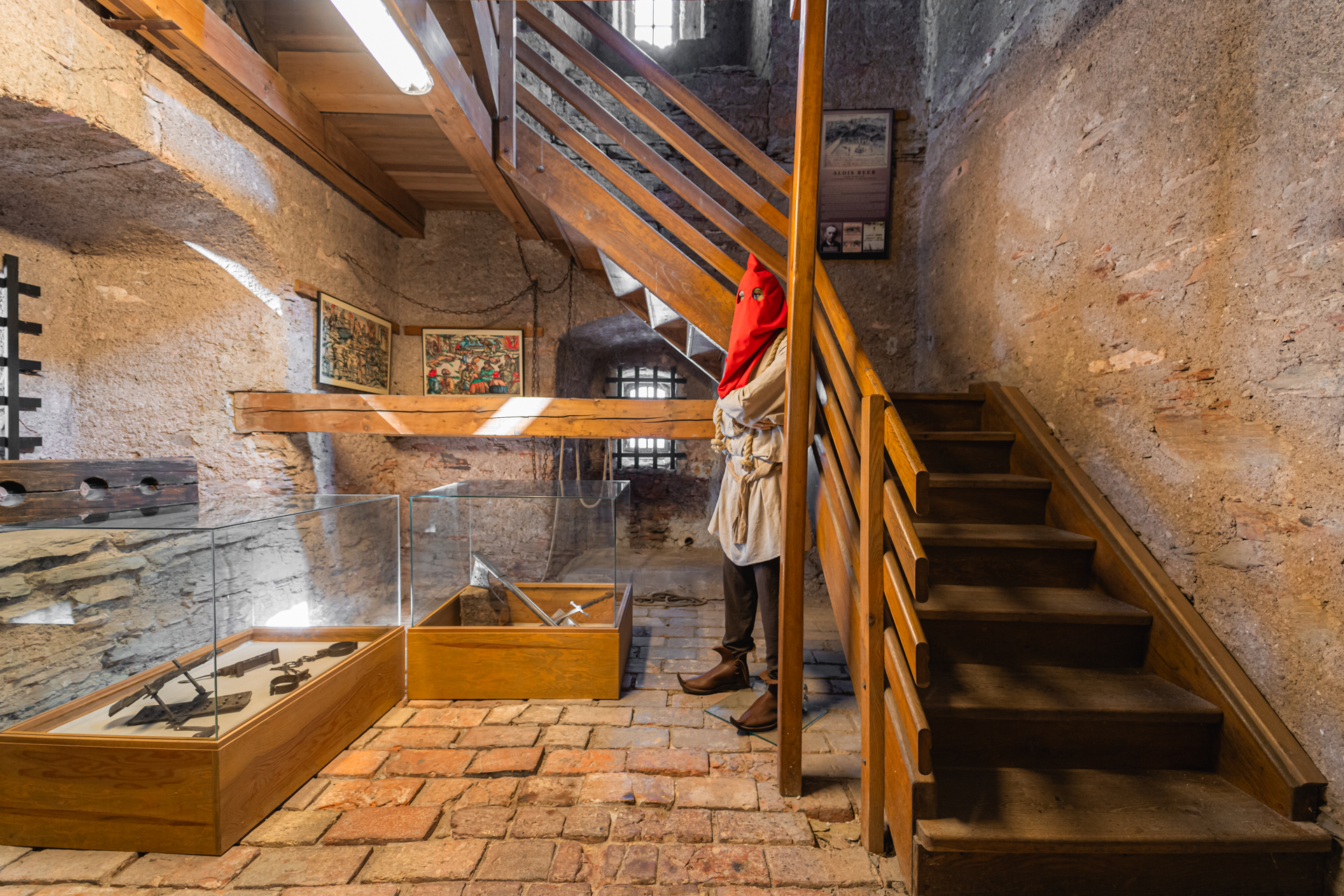
Expozice Hrdelní právo v Dobrušce

Skládá se ze tří částí a vyhlídkové plošiny:
- Mládí Františka Kupky: prvotiny světoznámého malíře z mládí v prostorách vstupu – originální obrazy s náboženskými motivy, vývěsní štít s motivem koně, unikátní Panorama Dobrušky z roku 1889
- Dobrušské hrdelní právo: připomínka existence hrdelního soudu v Dobrušce v úpatí věže do roku 1765, právo útrpné (repliky palečnice a španělské boty), dobrušský kat, na vnější straně severní stěny věže je dochovaný i původní popravní zvonek z roku 1607
- Dílo Aloise Beera: při výstupu po dubových schodech je připomenuto mimořádné kronikářské a kreslířské dílo zachycující podobu a poměry v Dobrušce v druhé polovině 19. století (celé dílo ve skoro sedmdesáti sešitech, tedy třech a půl tisících stránkách, je uloženo v archivu muzea)[9][13]

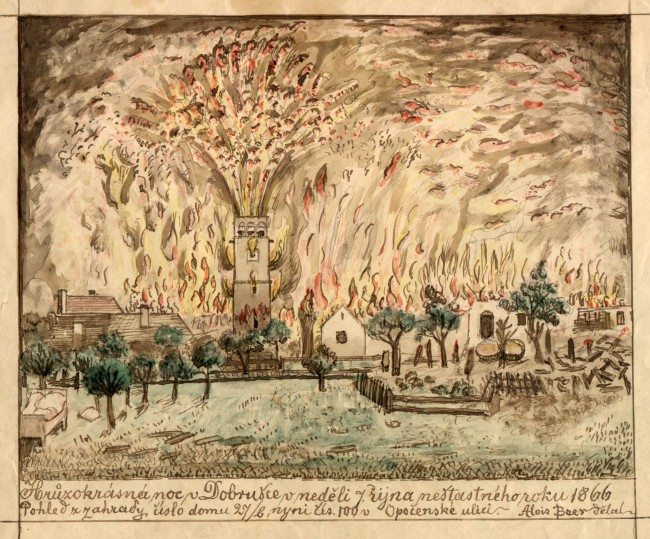
Velký požár Dobrušky z roku 1866 zachycený Aloisem Beerem

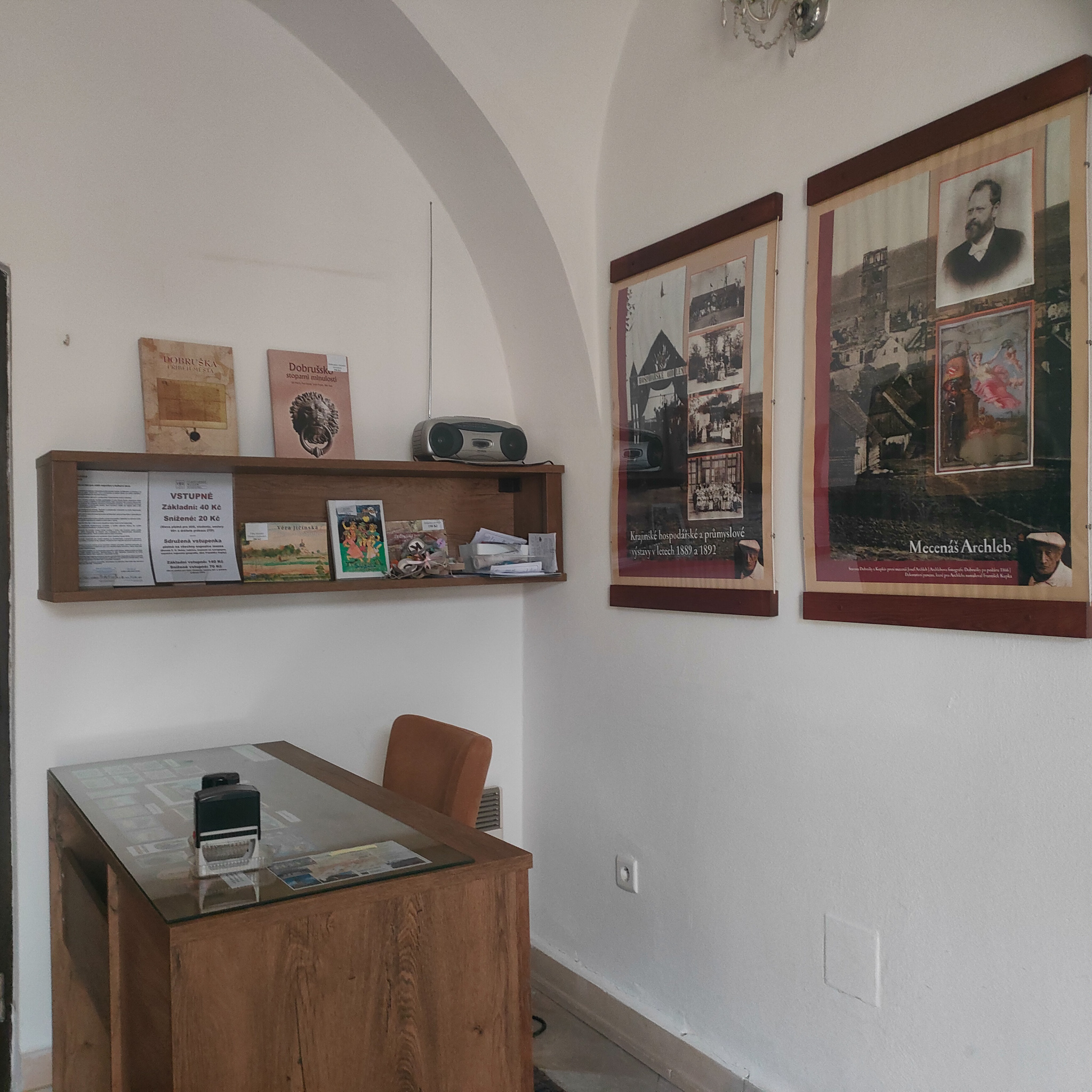
Vstup do radniční věže
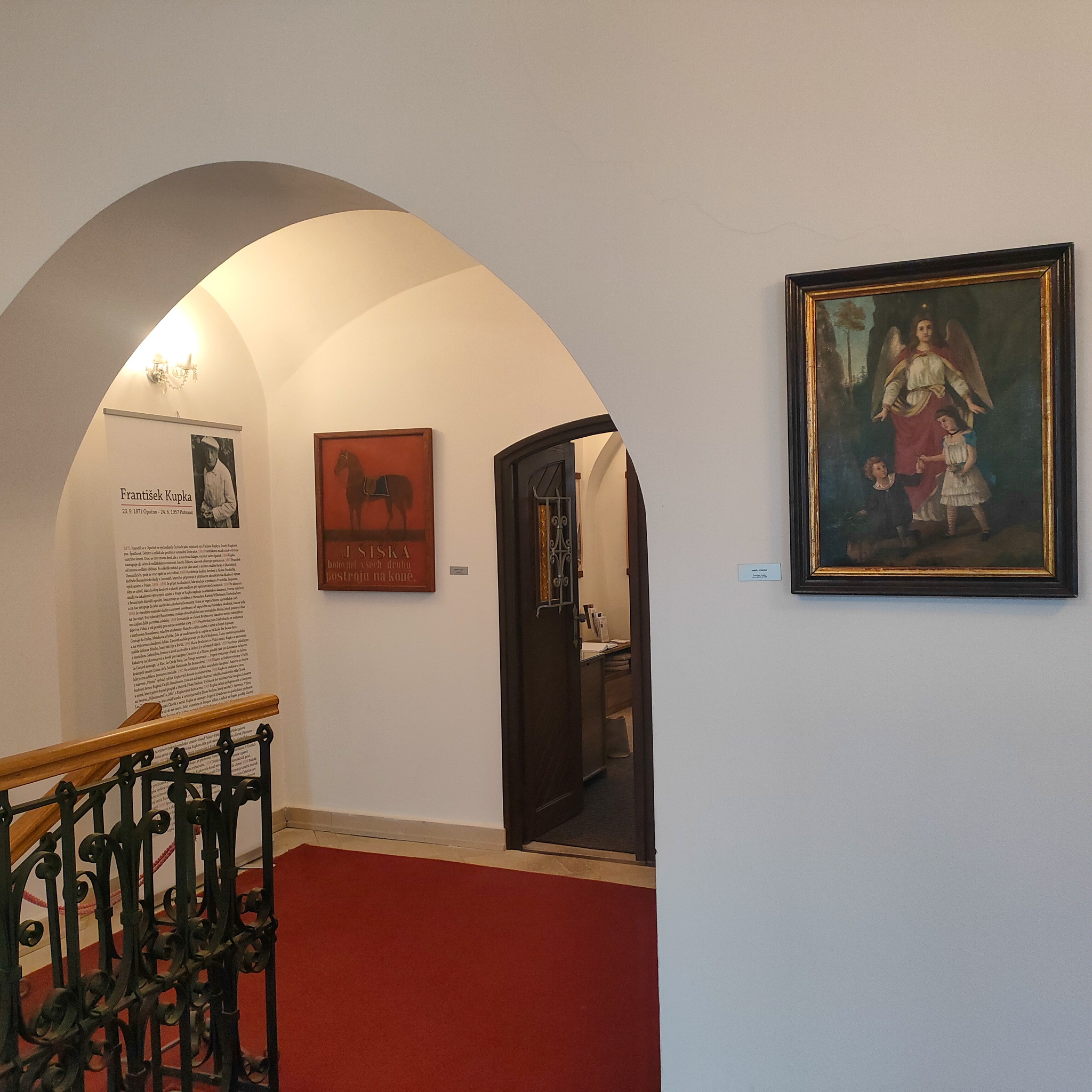
Kupkovy prvotiny v prostorách radnice
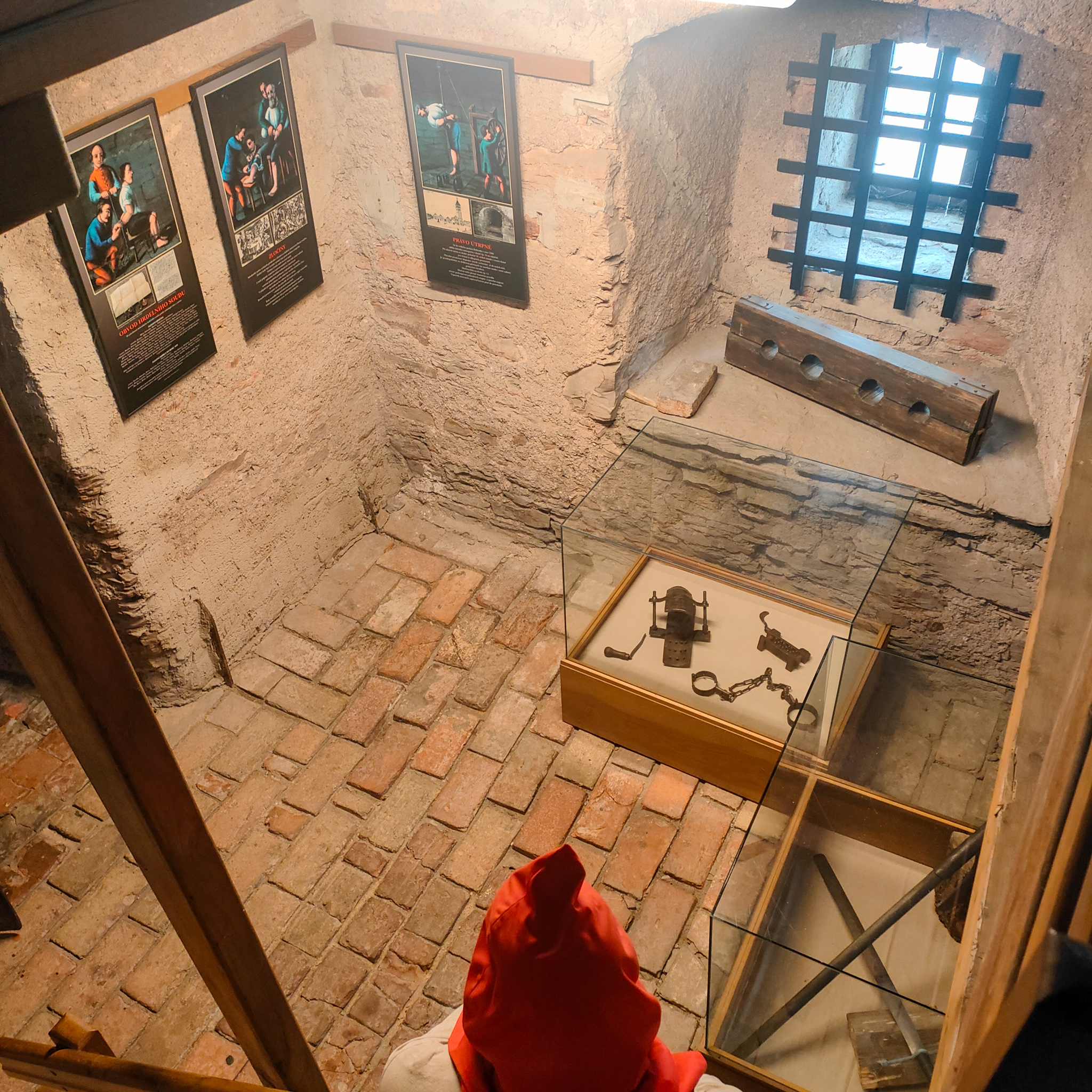
Expozice Hrdelní právo v Dobrušce
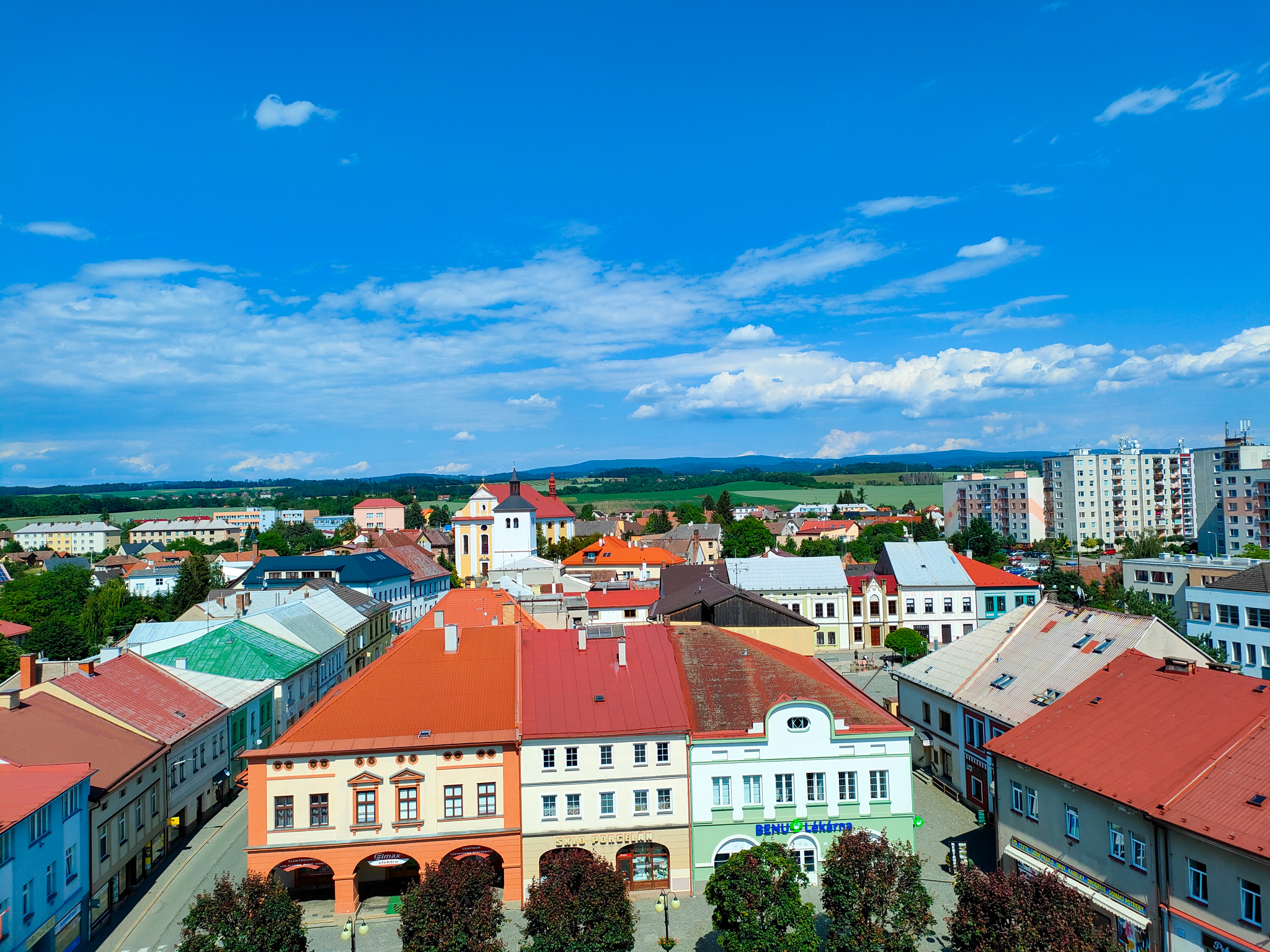
Výhled z radniční věže

### Expozice Vojenské geografie v Rýdlově vile (od roku 2018)

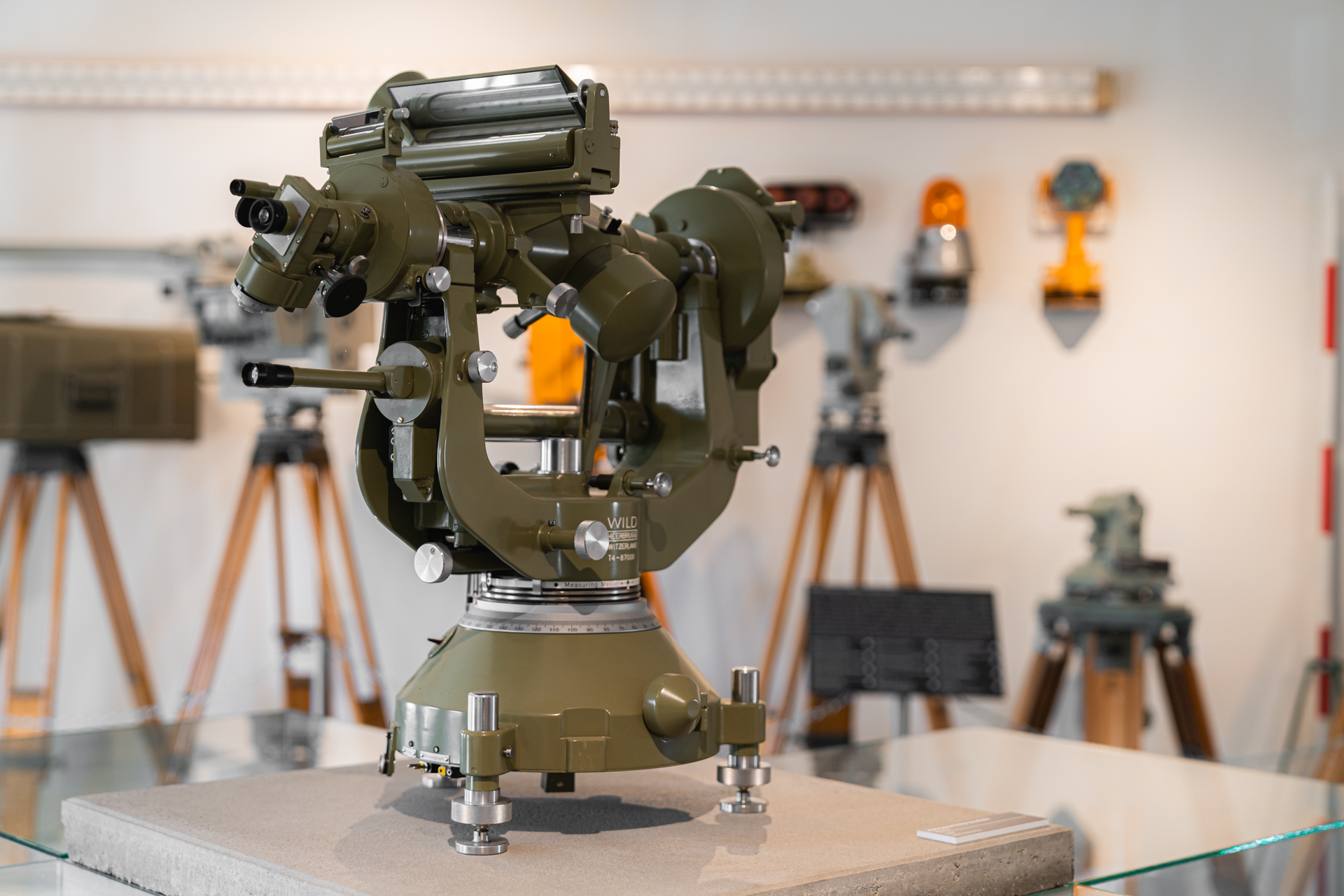
Expozice Vojenská geografie v Dobrušce

Otevřena k příležitosti 100. výročí založení Geografické služby Armády České republiky, vznikla ve spolupráci s Vojenským geografickým a hydrometeorologickým úřadem v Dobrušce (státní centrála), expozicí provází jeho bývalí zaměstnanci
- V prvním poschodí vily je umístěna detailní expozice o vývoji vojenské geografie v rámci mapové tvorby, jsou zde umístěny přístroje a pomůcky vojenských geografů z 20. století

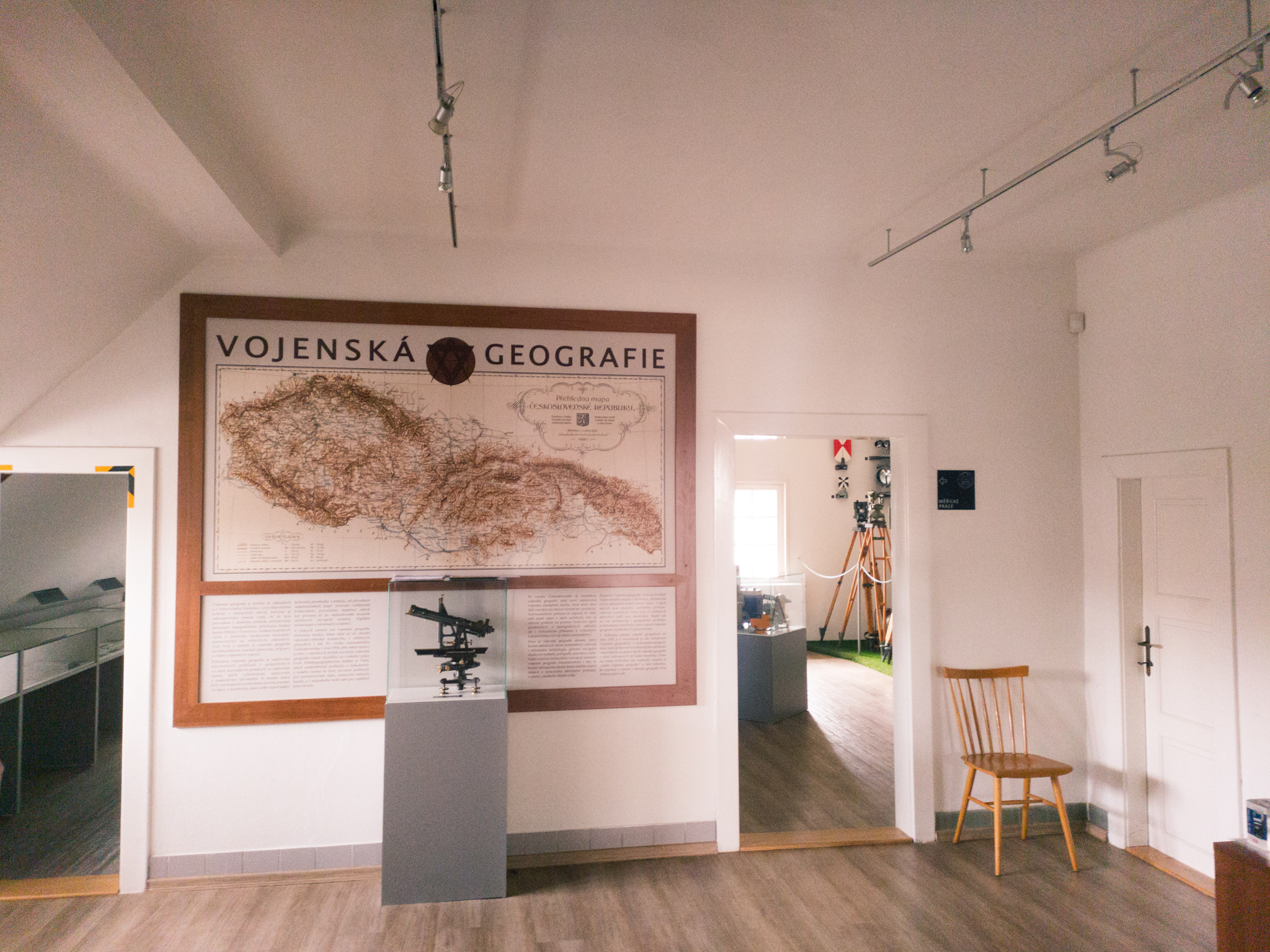
Je možné vidět i ukázky vojenské kartografie, v expozici je taktéž věnován prostor hrdinům protifašistického odboje (např. brigádnímu generálu Josefu Churavému)[9]  - Pohled na expozici Vojenské geografie          v Rýdlově vile
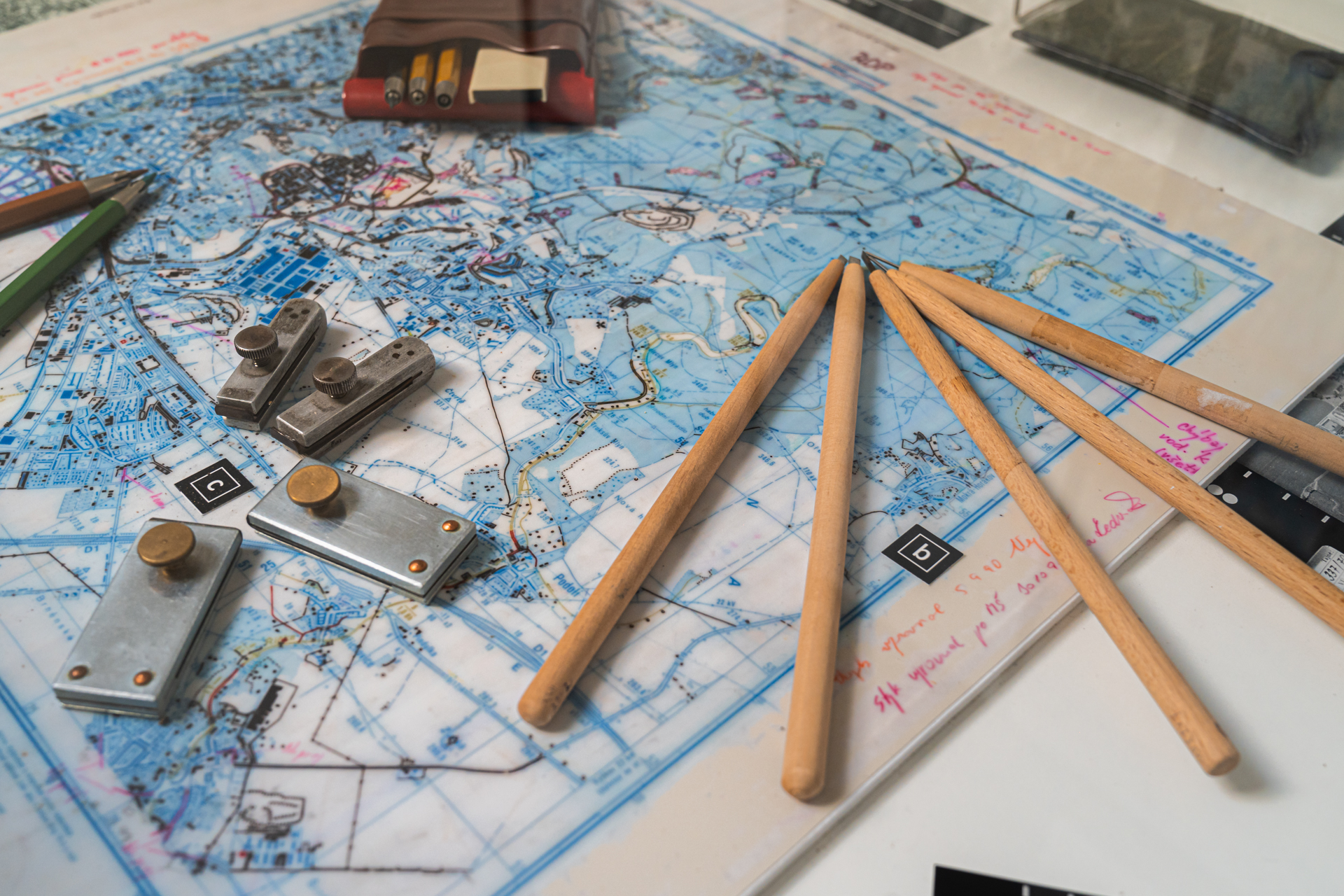
Vojenská geografie v Rýdlově vile v Dobrušce
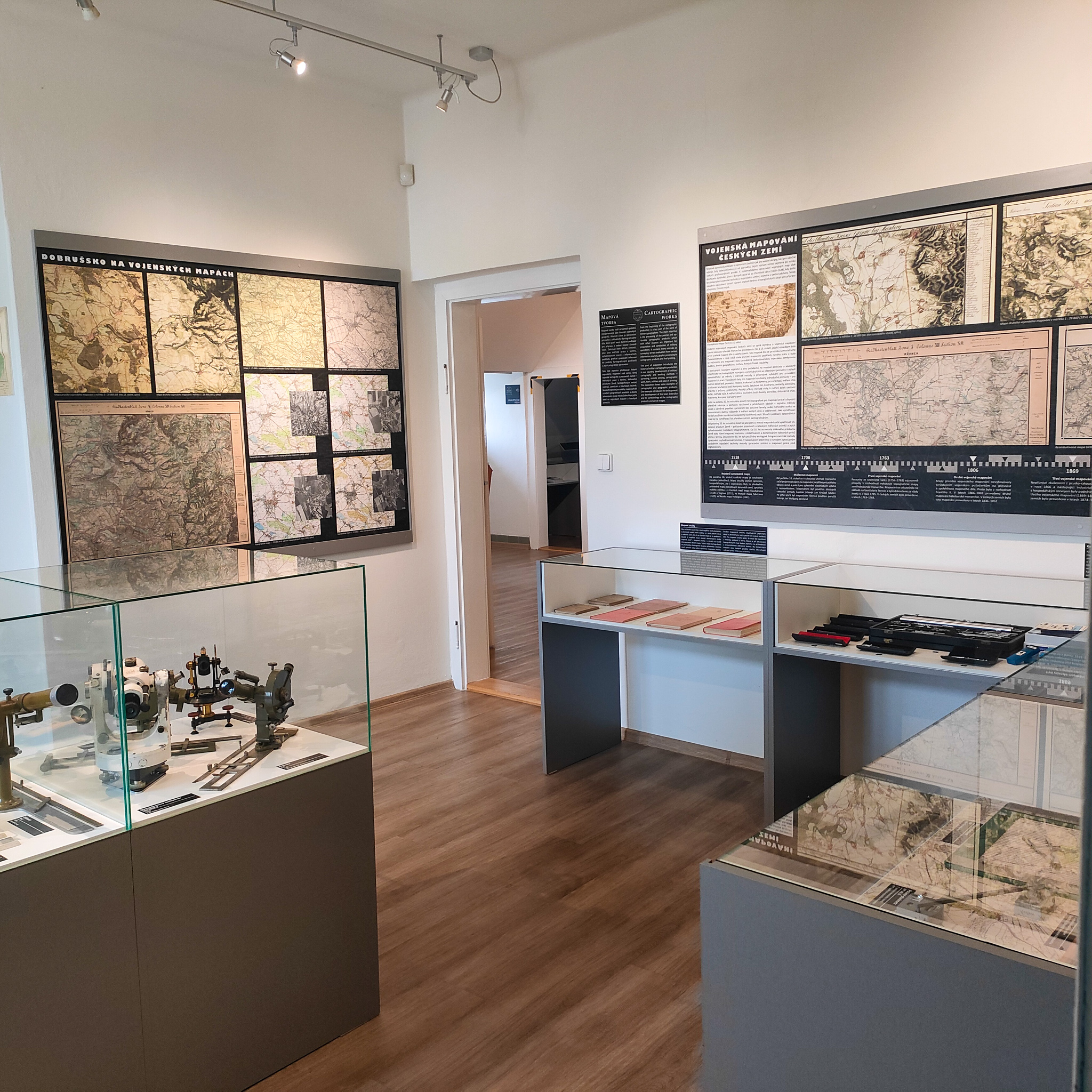
Vojenská geografie – historické mapy
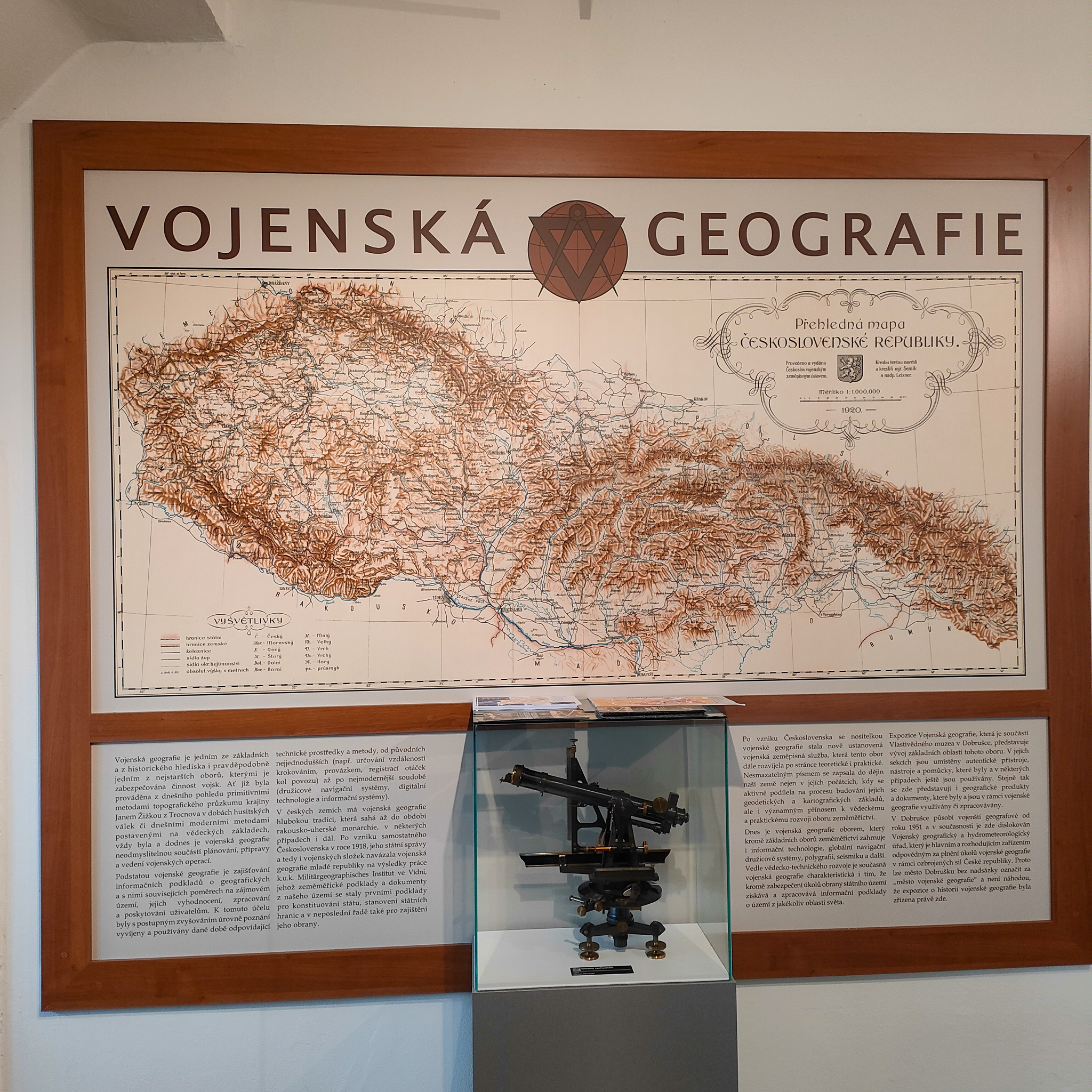
Úvod expozice Vojenská geografie v Dobrušce
  - Vojenská geografie         v Rýdlově vile                  v Dobrušce
  - Vojenská geografie – historické mapy
  - Úvod expozice Vojenská geografie              v Dobrušce

### Dům Františka Kupky (od roku 2021)

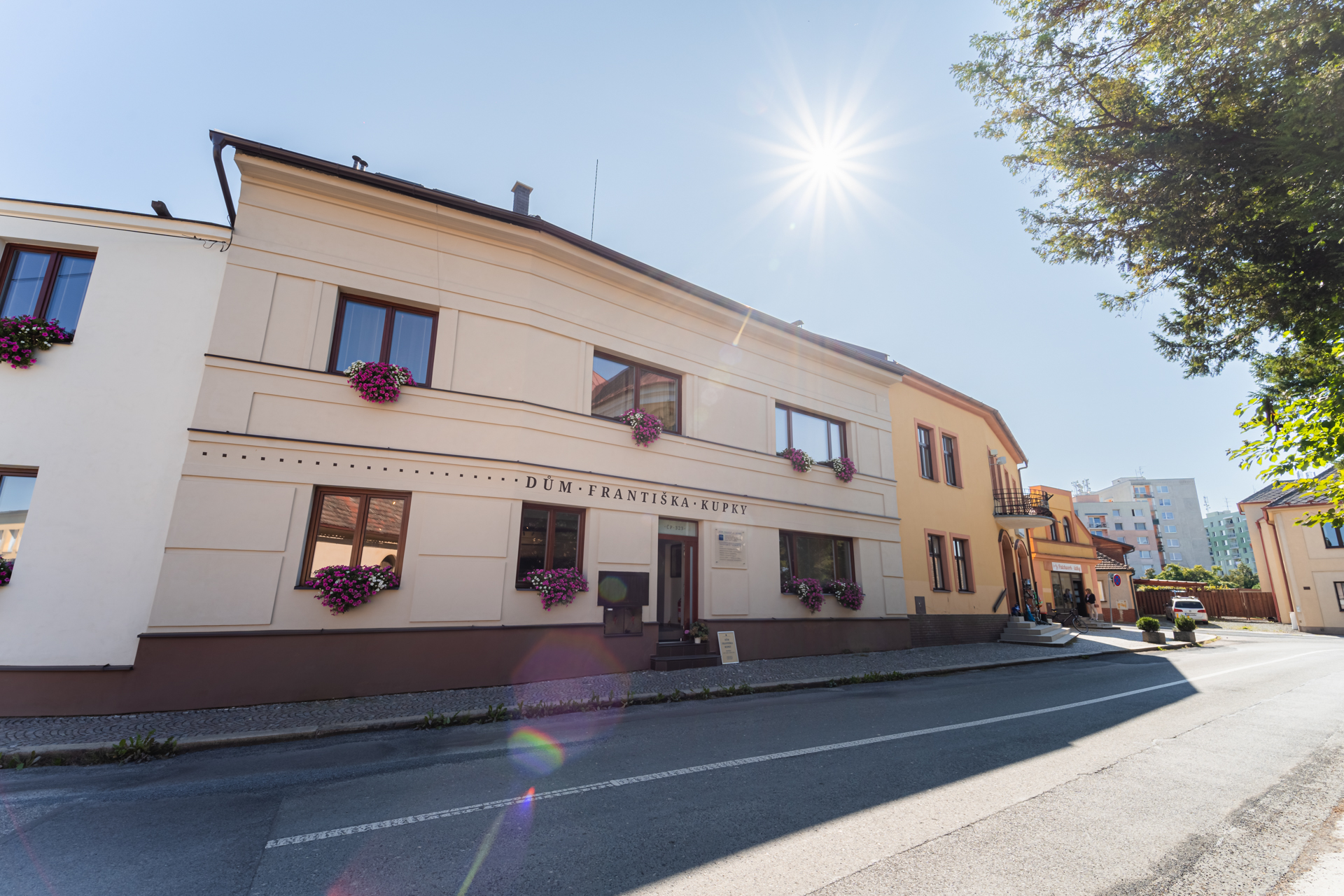
Pohled na Dům Františka Kupky z ulice

Dům, který leží v historickém Horském předměstí (rozrůstání města během 17. a 18. století), představuje místo Kupkových učednických let. Bydlel v Dobrušce od doby, kdy mu bylo teprve 13 měsíců (je rodákem z Opočna). Do tohoto stavení ve Svatodušské ulici se přestěhoval s rodinou v 11 letech roku 1882, když zde jeho otec zakoupil dům. První zmínka o objektu je doložena již k roku 1685. Zajímavé jsou především vrstvy výmalby na zachovalých dřevěných prknech záklopového stropu pocházející z konce 19. století, které zdobí květinový šablonový motiv. Tento prvek byl profesionálně replikován.  

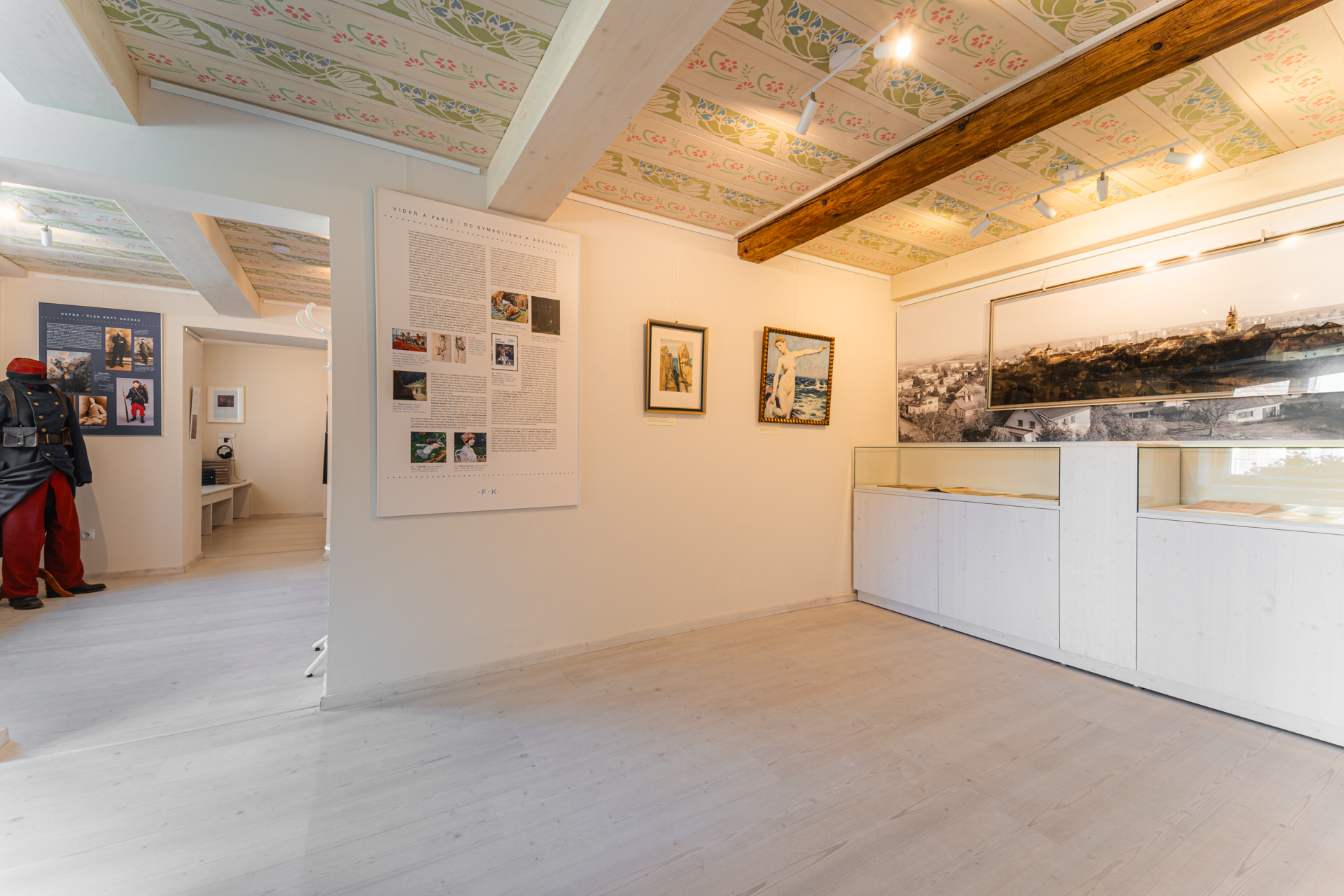
Mládí a počátek díla Kupky (první část expozice)

- Otevřen a zrekonstruován k příležitosti 150. výročí narození malíře za podpory sdružení mikroregionu Rodný kraj Františka Kupky

- Ve dvou místnostech je prezentován život a dílo světoznámého průkopníka abstraktního umění. Vzácný je originál obrazu Skaliska u moře v Bretani a kolekce českého olympijského týmu z LOH 2012 v Londýně symbolicky inspirovaná Kupkovou Amorfou (vznik roku 1912). Třetí místnost je koncipována jako interaktivní a kreativní prostor s možností nahlédnutí do publikací, týkajících se Kupky a historie města Dobrušky.

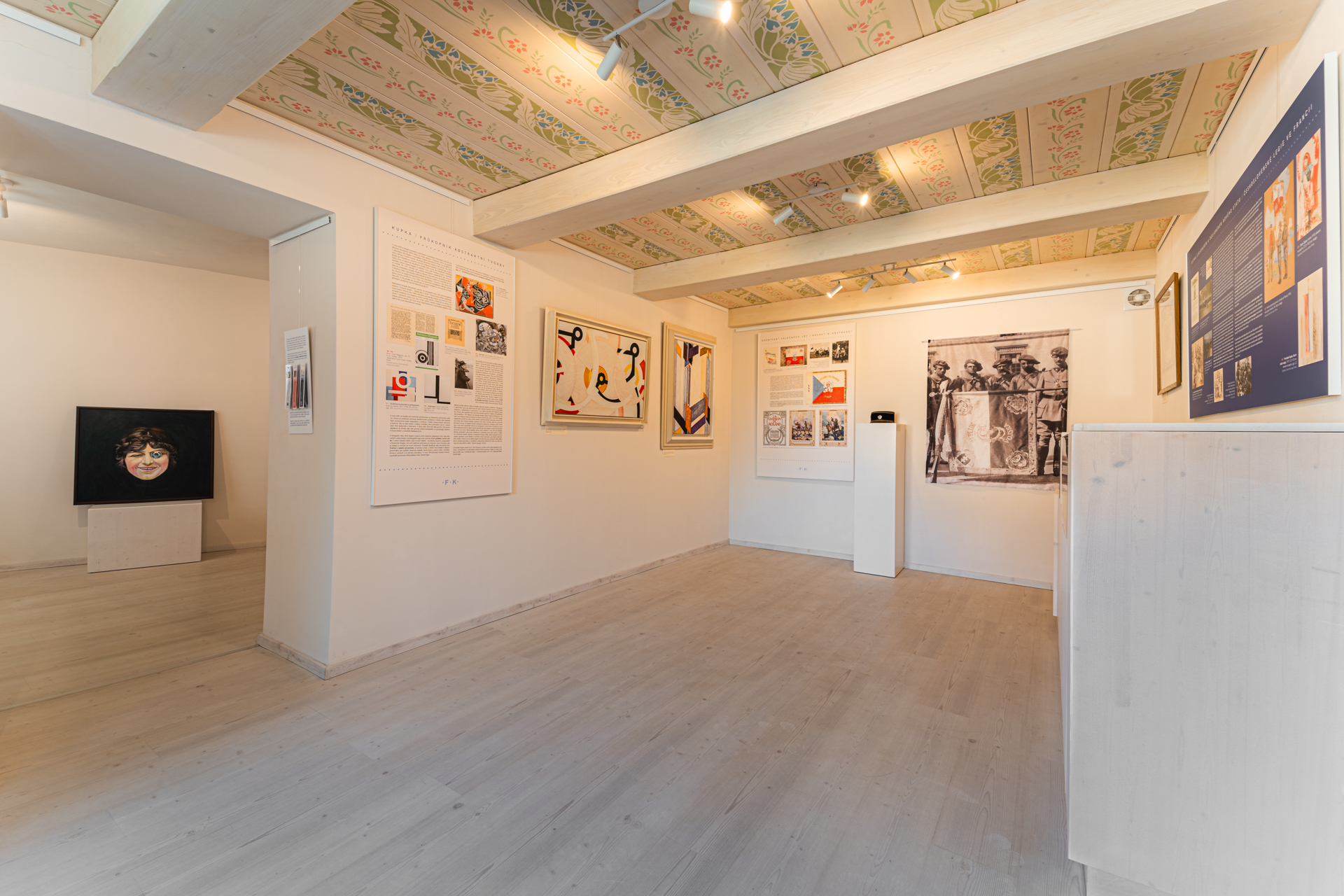
Abstraktní tvorba Františka Kupky (druhá část expozice) v Kupkově domě

- Pomocí absolutního datování dendrochronologickou metodou bylo roku 2021 určeno stáří dřevěných trámů stanovené na léto 1806, následně byly nahrazeny pravděpodobně po roce 1866. To souvisí s požáry města v právě v letech 1806 a 1866, jádro domu se však dochovalo původní.

- Věrnou podobu domu zachytil ve svých sešitech roku 1895 současník Kupky, slavný naivní malíř a písmák Alois Beer[19]
- Jedná se o nejmladší objekt muzea

## Návštěvnost muzea
| Expozice                     | Počet návštěvníků (celkem) | Rodný domek F. V. Heka | Radniční věž | Muzeum a synagoga | Vojenská geografie | Dům Františka Kupky |
| ---------------------------- | -------------------------- | ---------------------- | ------------ | ----------------- | ------------------ | ------------------- |
| 2015                         | 7 877                      | 4 176                  | 2 808        | 893               | -                  | -                   |
| 2016                         | 8 544                      | 4 825                  | 2 865        | 854               | -                  | -                   |
| 2017                         | 8 123                      | 4 477                  | 2 652        | 994               | -                  | -                   |
| 2018                         | 11 322                     | 5 778                  | 3 389        | 1 503             | 652                | -                   |
| 2019                         | 9 855                      | 5 022                  | 3 045        | 1 064             | 724                | -                   |
| 2020                         | 10 059                     | 5 302                  | 2 972        | 989               | 796                | -                   |
| 2021                         | 10 448                     | 4 930                  | 2 742        | 1 346             | 965                | 465                 |
| 2022                         | 9 438                      | 4 713                  | 2 656        | 1 156             | 328                | 585                 |
| 2023                         | 10 538                     | 5 327                  | 2 841        | 1 145             | 665                | 560                 |
| 2024                         | 9 241                      | 4 402                  | 3 100        | 913               | 335                | 491                 |
| Průměr posledního desetiletí | 9 545                      | -                      | -            | -                 | -                  | -                   |

V období let 2015–2024 byl zaznamenán nárůst návštěvnosti s mírnými výkyvy. Současně za toto období přibyly k muzeu dvě zcela nové stálé expozice ve dvou samostatných budovách.
Muzeum taktéž nabízí zvýhodněnou jednotnou (sdruženou) vstupenku do všech expozic za 140/70 Kč (stav k roku 2024).

## Cestovní ruch
Muzeum kulturně přispívá rozvoji v rámci mikroregionu Rodný kraj Františka Kupky, který rozšiřuje spolupráci sousedních měst Opočno a Dobruška od roku 2007. Muzeum spadá pod složku Kulturního zařízení města Dobrušky od roku 2008, kdy došlo k sjednocení a propojení spolupráce v oblasti cestovního ruchu. V roce 2023 se vlastivědné muzeum zapojilo do projektu Královéhradeckého kraje „Středa volá do muzea – je normální mít kulturní vyžití“, které podporovalo kulturu v kraji volným vstupem každou první středu v měsíci.

## Aktivity muzea a zázemí

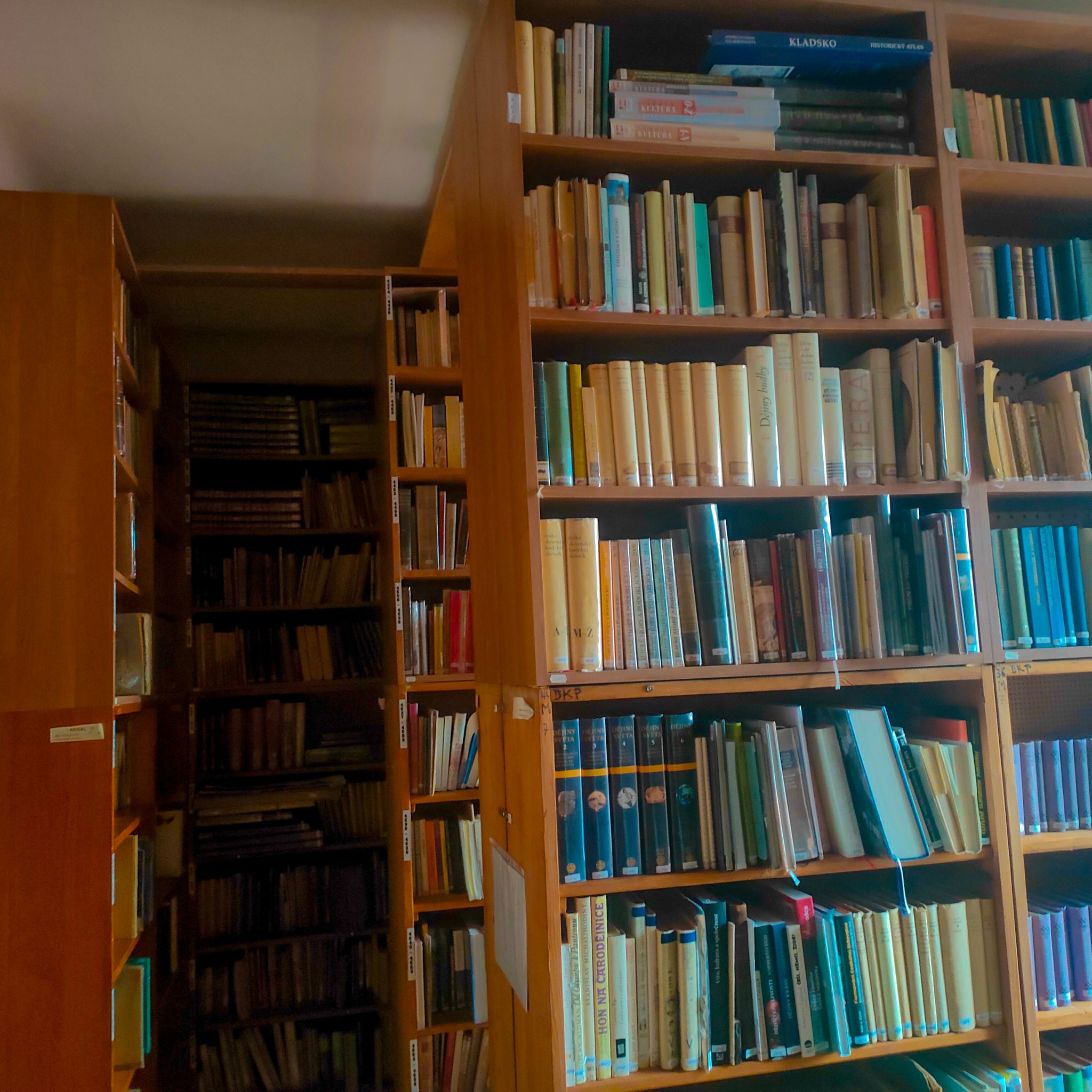
Muzejní knihovna

Muzeum se orientuje široce na publikační činnost o dějinách města a místopisu oblasti. Každoročně je psána kronika města. Významným periodikem přibližující regionální dějiny a zajímavosti (mimo jiné právě i historii muzea) je institucí vydávaný Dobrušský vlastivědný almanach (nejdříve jako ročník: 2017, 2018, 2019 a 2020, v současné době vychází jako dvojročník: 2022–23 a 2023–24). Muzeum má taktéž vlastní knihovnou (založenou za působení Jiřího Macha), která čítá přes 5000 svazků. Spravuje se zde i část regionálního archivu (SOkA Rychnov nad Kněžnou) a navíc je k dispozici taktéž badatelna.
Do kompetencí muzea spadá i pořádání četných krátkodobých výstav (prostory Městského úřadu Dobruška či v prostředí synagogy) a volně přístupných výstav. Dále se jedná o přednášky, koncerty (velmi často v prostorách synagogy) a doprovodné akce například v podobě konaných odborných konferencí o dějinách města. V roce 1995 se tu pořádala konference o dějinách Dobrušky, roku 2000 pak o křesťanství v Podorlicku, následně roku 2010 o úloze církve v moderní historii regionu a konečně roku 2013 konference s tématem hudebních tradic regionu.

### Kameny zmizelých
Od roku 2021 jsou průběžně instalovány po městě tzv. kameny zmizelých na připomínku obětí holokaustu – členům židovských rodin, které byly z Dobrušky deportovány do koncentračních táborů. Ve městě je evidováno na 40 osob s tímto osudem. První kameny byly umístěny před dům čp. 186. Tento projekt potrvá až do roku 2030.